# 八坂神社

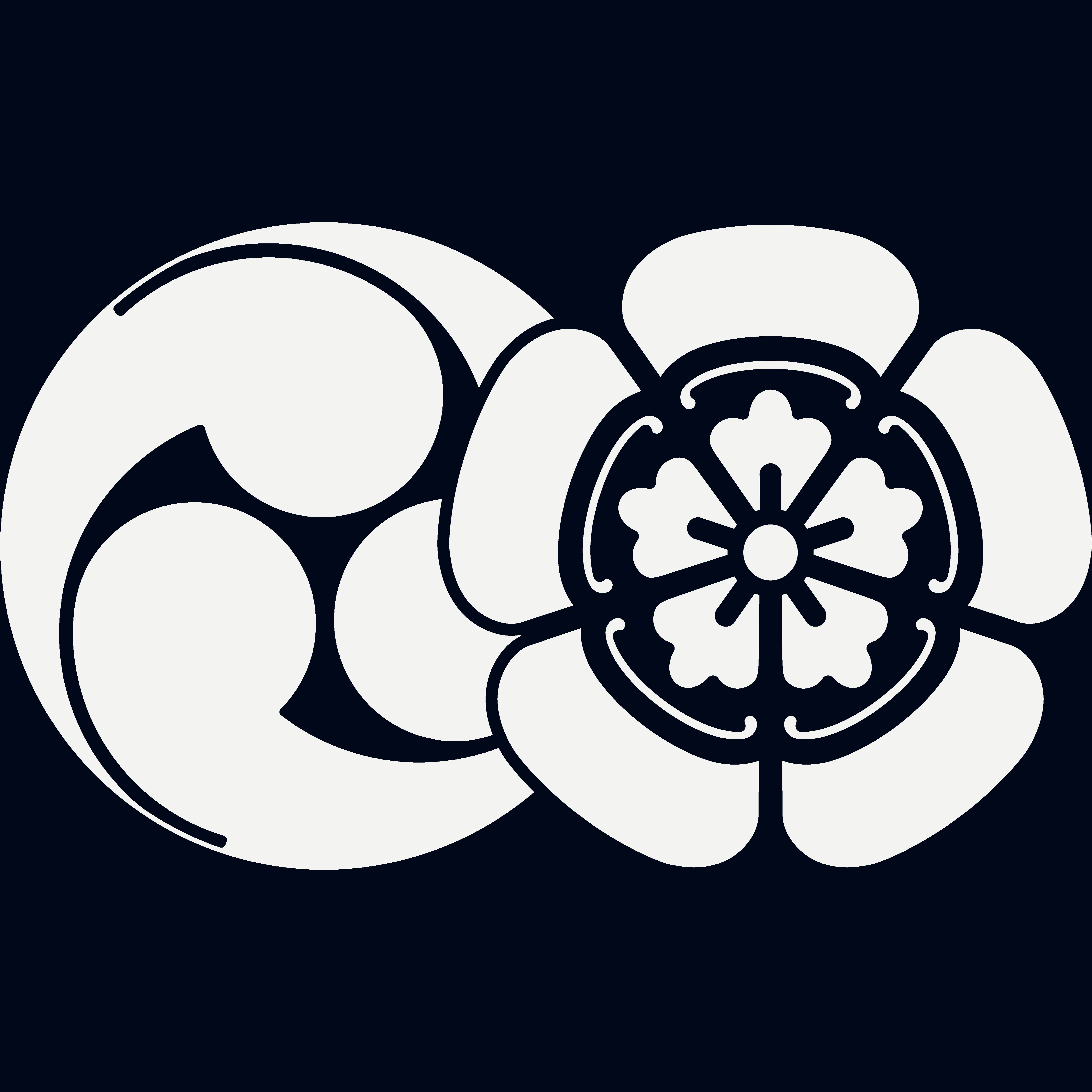
京都府京都市の祇園にある「八坂神社」の社紋・神紋。

八坂神社（やさかじんじゃ）は、京都府京都市東山区祇園町北側にある神社。二十二社（下八社）の一社。旧社格は官幣大社で、現在は神社本庁の別表神社。
全国にある八坂神社や素戔嗚尊を祭神とする関連神社（約2300社）の総本社であると主張している。通称として祇園さんや八坂さんとも呼ばれる。祇園祭（祇園会）の胴元としても知られる。

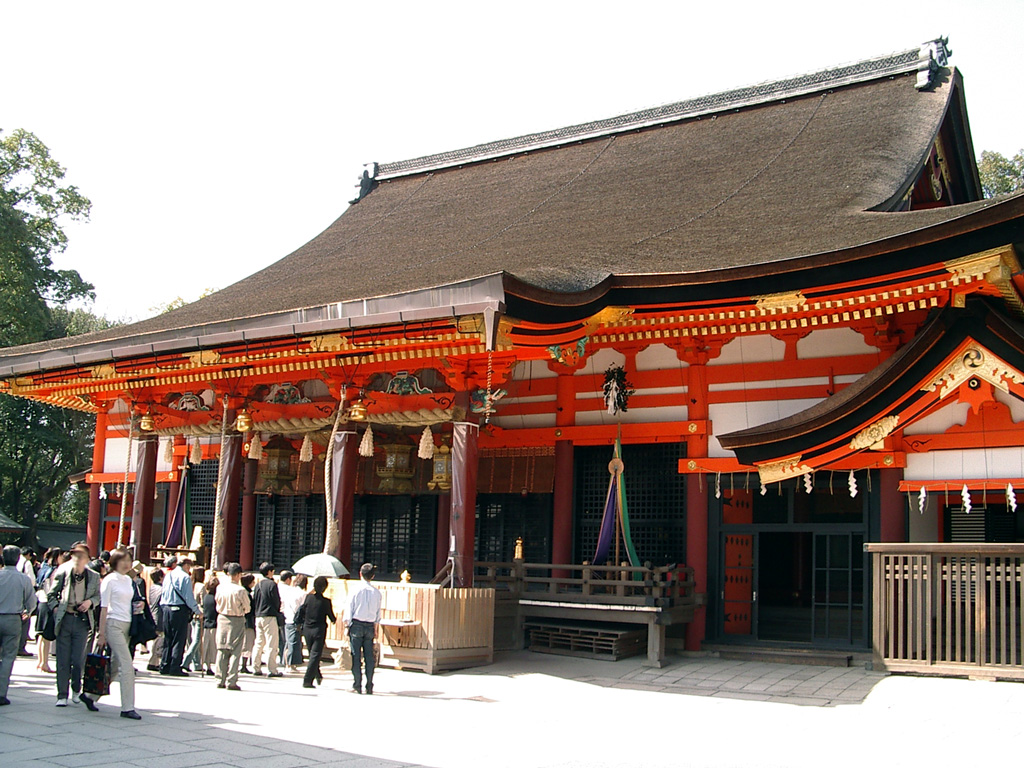
本殿（国宝）

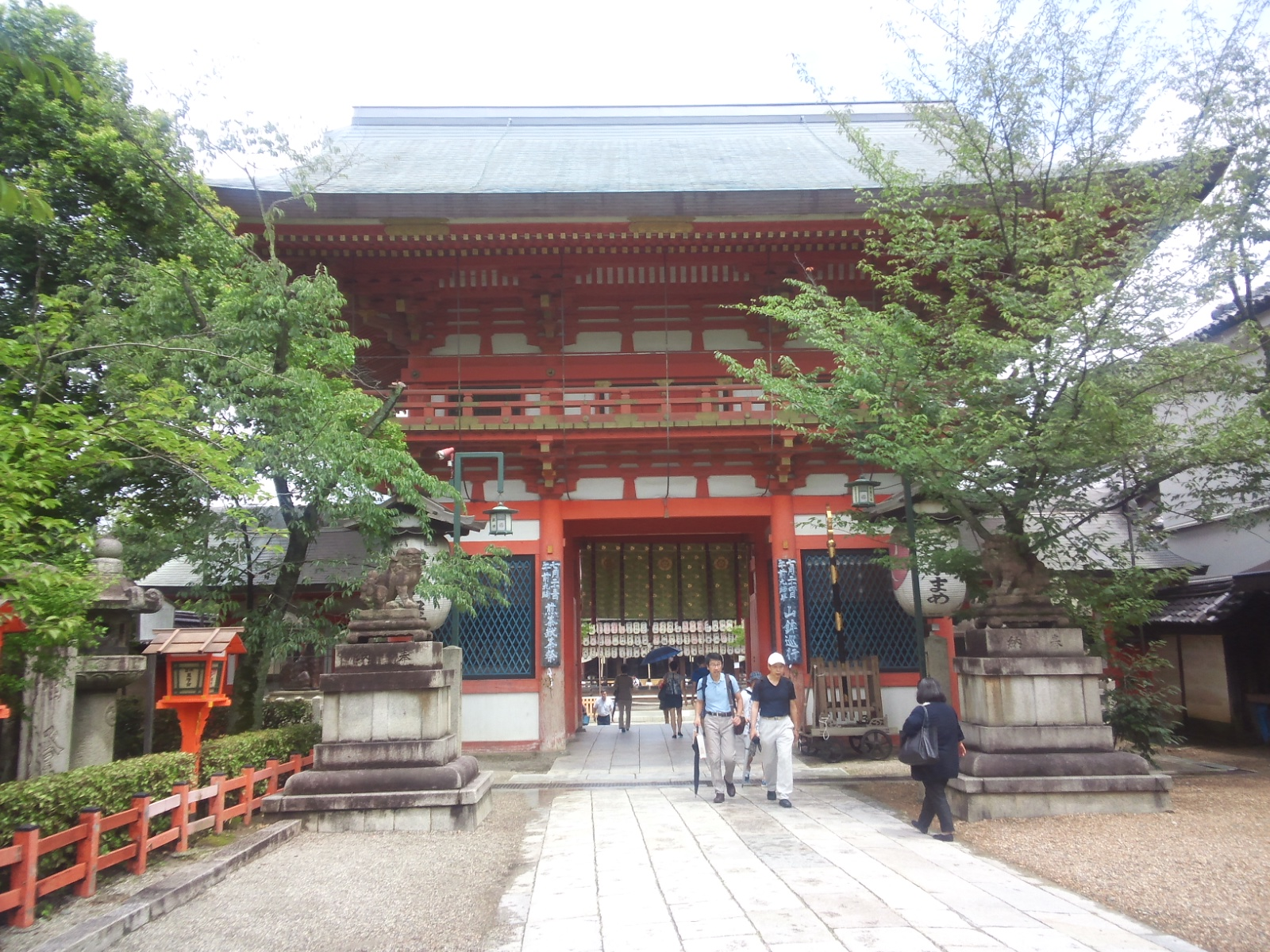
南楼門（重要文化財）

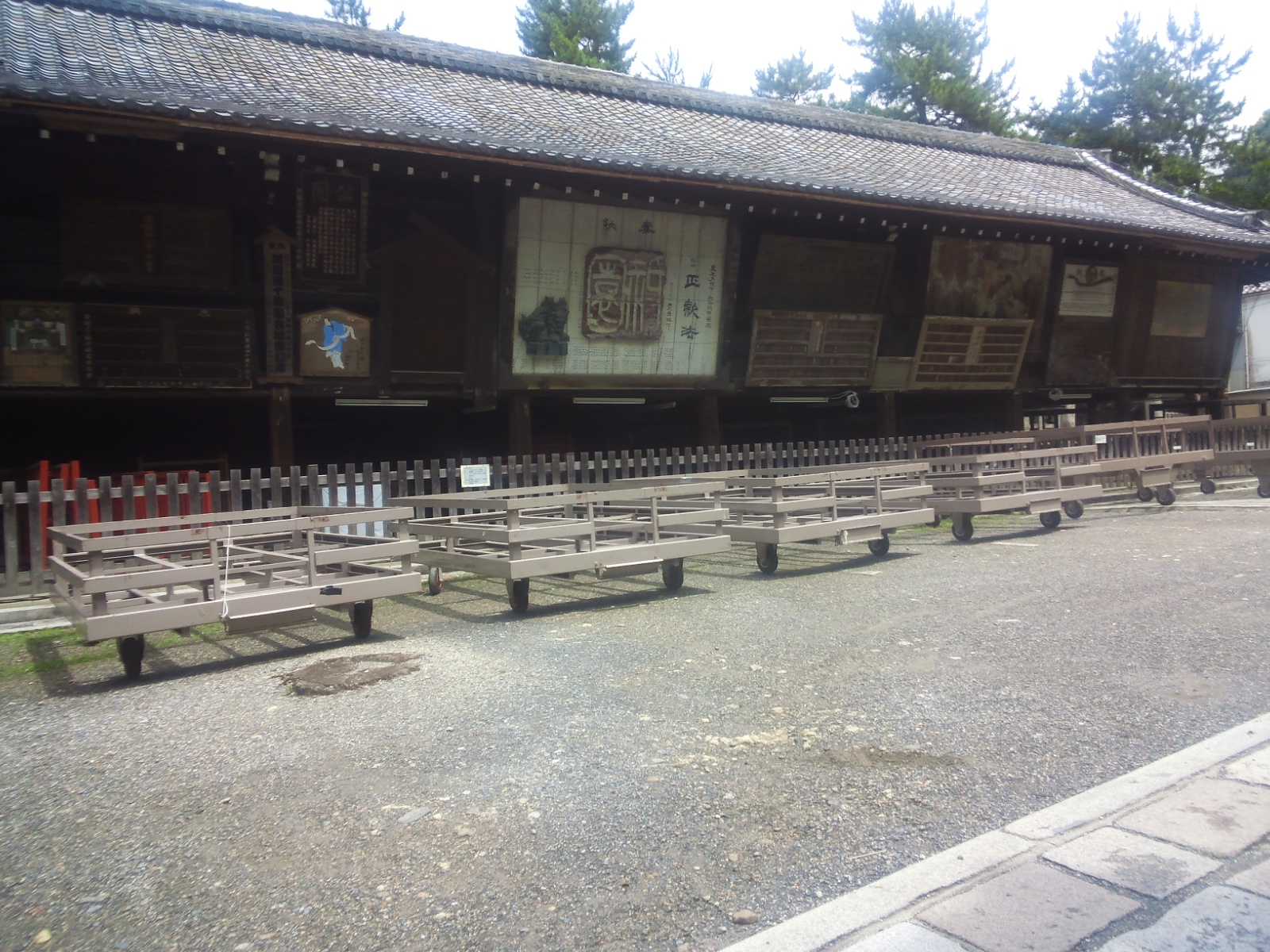
絵馬堂（重要文化財）

## 社名について
元の祭神であった牛頭天王が祇園精舎の守護神であるとされていたことから、元々「祇園神社」「祇園社」「祇園感神院」などと呼ばれていたものが、慶応4年=明治元年（1868年）の神仏分離令により「八坂神社」と改名された。

## 概要
京都盆地東部、四条通の東端に鎮座する。境内東側にはしだれ桜で有名な円山公園が隣接していることもあって、地元の氏神（産土）としての信仰を集めるとともに観光地としても多くの人が訪れている。
正月三が日の初詣の参拝者数は近年では約100万人と京都府下では伏見稲荷大社に次ぐ2位となっている。また東西南北四方から人の出入りが可能なため、楼門が閉じられることはなく伏見稲荷大社と同じように夜間でも参拝することが出来る（防犯のため、監視カメラ設置。また、夜間でも有人の警備は行われている）。

## 祭神
現在の祭神は以下の通り。
主祭神
- 中御座：素戔嗚尊 （すさのをのみこと）
- 東御座：櫛稲田姫命 （くし（い）なだひめのみこと） - 素戔嗚尊の妻
- 西御座：八柱御子神 （やはしらのみこがみ） - 素戔嗚尊の8人の子供（八島篠見神、五十猛神、大屋比売神、抓津比売神、大年神、宇迦之御魂神、大屋毘古神、須勢理毘売命）の総称

配神
- （東御座に同座） 神大市比売命、佐美良比売命 - いずれも素戔嗚尊の妻
- （西御座に御座） 稲田宮主須賀之八耳神

明治時代の神仏判然令以前は、主祭神は以下の3柱であった。
- 中の座：牛頭天王 （ごずてんのう）
- 東の座：八王子 （はちおうじ）
- 西の座：頗梨采女 （はりさいにょ・ばりうねめ）

牛頭天王は起源不詳の習合神で祇園精舎を守護するとされ、日本では素戔嗚尊と同神とされていた。頗梨采女は牛頭天王の后神であることから素戔嗚の后である櫛稲田姫命と同一視された。櫛稲田姫命は方角の吉方（恵方）を司る歳徳神（としとくしん）と同一と見なされていたこともあり暦神としても信仰された。八王子は牛頭天王の8人の王子であり、暦神の八将神に比定された。

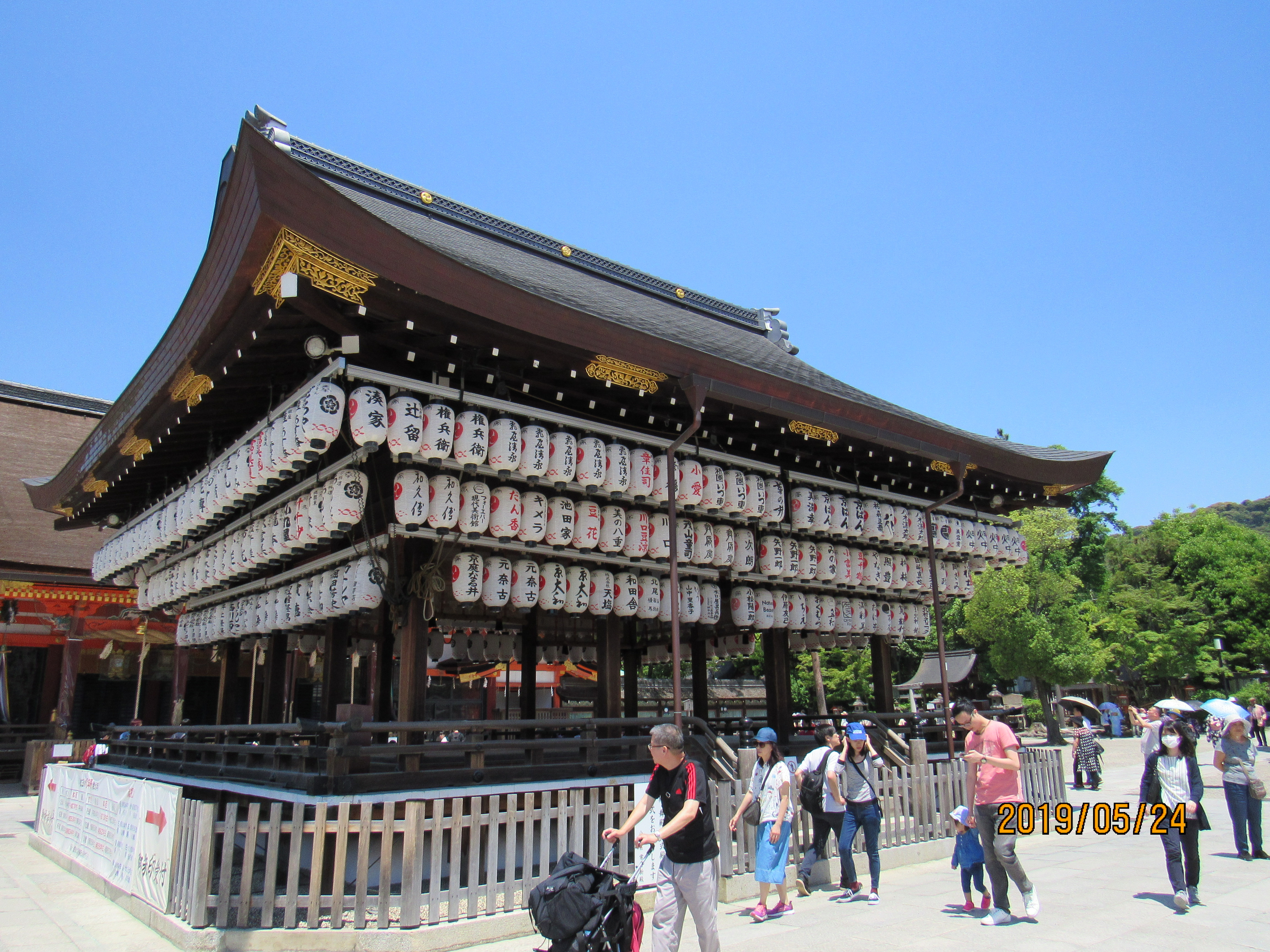
舞殿（重要文化財）

また、東御座には社伝に明確な記述が無い蛇毒気神（だどくけのかみ）が祭られている。この神は沙渇羅（さから）龍王の娘で今御前（第二婦人のこと）と呼ばれる。または、ヤマタノヲロチが変化したものとも考えられている。

## 歴史
社伝によれば、2つの説があり、斉明天皇2年（656年）、高句麗の使、伊利之使主（イリシオミ）が来朝したとき新羅国の牛頭山の須佐之雄尊を祭るために創建という説、貞観18年（876年）南都の僧・円如（えんにょ）が当地にお堂を建立し、同じ年に天神（祇園神）が東山の麓、祇園林に降り立ったことにはじまるという説がある。
戦後における祇園社の創祀についての先駆的な学術的研究は久保田収の「祇園社の創祀について」であり、これは今日においても一定の支持を得ている。久保田は同論文において史料を詳細に検討した結果、祇園社は貞観18年（876年）僧・円如が後に神宮寺となる観慶寺を建立し、ほどなく祇園神が東山の麓の祇園林に降り立ち、垂迹したものと結論づけている。なお、中世において吉田神道に採用され、江戸時代には通説化していた播磨国広峯からの遷座説については、平安時代の史料に全くあらわれず鎌倉時代以降に広峯社側から主張しはじめたとの文献検討の結果、これを否定している。
祭神は当初は「祇園天神」または「天神」とだけ呼称されており、牛頭天王（およびそれに習合した素戔嗚尊）の名が文献上は出てこないことから、最初は牛頭天王・素戔嗚尊とは異なる天神が祭神であり、やがて（遅くとも鎌倉時代には）牛頭天王と素戔嗚尊が相次いで習合したものと考えられている。
古くからある神社であるが、延喜式神名帳には記されていない。これは神仏習合の色あいが濃く当初は興福寺、次いで延暦寺の支配を受けていたことから、神社ではなく寺とみなされていたためと見られるが、後の二十二社の一社にはなっており、神社としても見られていたことがわかる。平安時代中期ごろから一帯の産土神として信仰されるようになり、朝廷からも篤い崇敬を受けた。
祇園祭は、貞観11年（869年）に各地で疫病が流行した際に神泉苑で行われた御霊会を起源とするもので、元慶元年（877年）には当社で行われている。天禄元年（970年）ごろからは当社の祭礼として毎年行われるようになった。
承平4年（934年）に観慶寺の子院として感神院が建立されると、まもなく立場が入れ替わって感神院が祇園社の別当寺となり、ますます神仏習合が進んでいき、名称も祇園社のほかに祇園感神院と呼ばれるようになった。また、当社は長らく法相宗の興福寺の末社であったが、10世紀末、紛争により天台宗の延暦寺の末寺とされた。
延久2年（1070年）には感神院は鴨川の西岸の広大の地域を「境内」として認められ、朝廷権力からの「不入権」を承認された。この頃から祇園感神院は紀氏一族が執行家として世襲支配するようになる。
延久4年（1072年）3月の後三条天皇の行幸以降、度々天皇、上皇による行幸、御幸が行われている。
嘉禄3年（1227年）、延暦寺は法然の墓所（現・知恩院）を祇園社の犬神人に申し付けて破却している（嘉禄の法難）。
至徳元年（1384年）に足利義満は、祇園社を比叡山延暦寺から分離させた。だが、それで祇園社が幕府配下となったわけではなく、以降、祇園祭は経済的に力をつけていた京の町衆により行われるようになり、現在に至っている。
元亀2年（1571年）9月に織田信長によって行われた比叡山焼き討ちで延暦寺が焼亡すると、祇園社はより延暦寺の支配から離れるようになった。
天正18年（1590年）には、豊臣秀吉が母の大政所の病気平癒を当社に祈願し、多宝塔を再建して1万石を寄進している。
承応3年（1654年）には徳川家綱により本殿が再建されたが、多宝塔は寛政年間（1789年 - 1801年）に焼失している。
慶応4年（9月8日に1月1日に遡って明治元年に改元）の神仏混交禁止、神仏分離により感神院は廃寺とされ、本殿の西隣にあった観慶寺薬師堂も取り壊された。なお、薬師堂に祀られていた祇園社本地仏の薬師如来立像（重要文化財）と十一面観音立像は大蓮寺に、梵鐘は大雲院に移されている。それに伴い、名称も「祇園感神院」「祇園社」から「八坂神社」へ改められた。近代社格制度のもと、1871年（明治4年）に官幣中社に列格し、1915年（大正4年）に官幣大社に昇格した。
1948年（昭和23年）に神社本庁の別表神社に加列されている。
2020年（令和2年）12月23日付けで本殿が国宝に、摂社末社など26棟の建造物が重要文化財に指定された。

## 境内
- 本殿（国宝） - 承応3年（1654年）に徳川家綱により再建。一般の神社では別棟とする本殿と拝殿を1つの入母屋屋根で覆った独特の建築様式である「祇園造」で建てられている。本殿の下には平安京の東の鎮めである青龍の棲む龍穴があるとされているが、漆喰で固められている。
- 神饌所（重要文化財）[15]
- 透塀（すいべい、重要文化財）[16]
- 舞殿（ぶでん、重要文化財）[17]
- 大国さまと白うさぎの像
- 神馬舎（重要文化財）[18]
- 絵馬堂（重要文化財）[19]
- 西手水舎（重要文化財）[20]
- 西楼門翼廊（重要文化財）[21]
- 西楼門（重要文化財） - 明応6年（1497年）の再建。創建年は不詳。文献から少なくとも平安中期以前には存在したとされる。応仁元年に罹災、明応5年（1496年）4月より再建を開始し、翌年竣工（社記）。上層切妻造の二層門で、下層は中央を通り抜けとし、正面左右の金剛柵内に随神像を安置する。本殿の西方、四条通の突き当たりに建つ。西大門とも称する。
- 社務所
- 常磐新殿
- 常磐殿
- 神輿庫（みこしこ、重要文化財） - 1928年（昭和3年）再建[22]。
- 清々館
- 斎館
- 能舞台
- 南手水舎（重要文化財）[23]
- 南楼門（重要文化財）[24]
- 石鳥居（重要文化財） - 正保3年（1646年）建立。本殿正面、南楼門がある表参道の入口に立つ。最初木造であったが寛永年間に焼失。再建ののち震災にて破壊されたため、正保3年に石造に改めた。寛文2年（1662年）の地震で倒壊後、寛文6年（1666年）に補修再建された。現在の扁額「八坂神社」は有栖川宮熾仁親王の筆。

## 摂末社

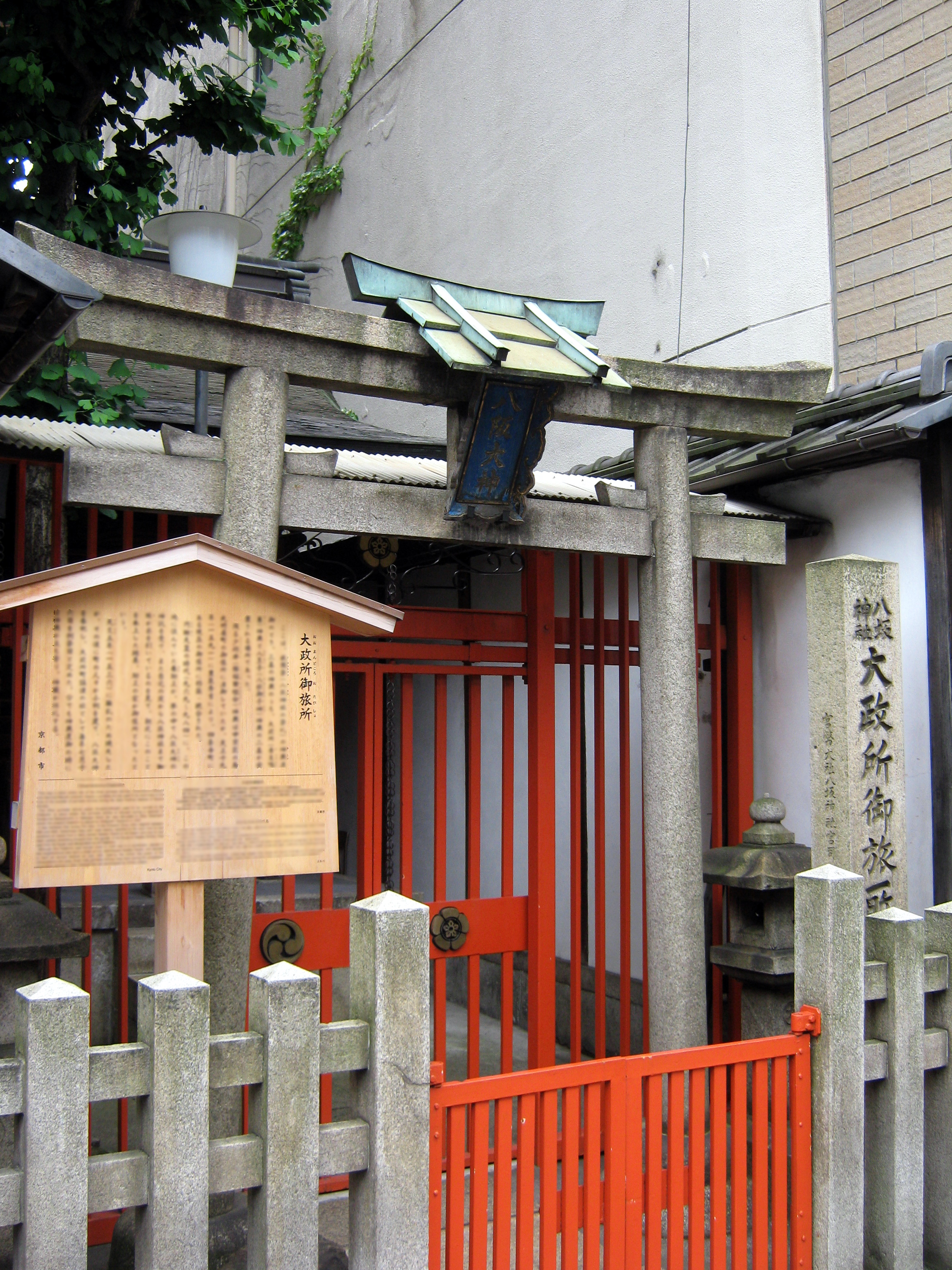
大政所御旅所

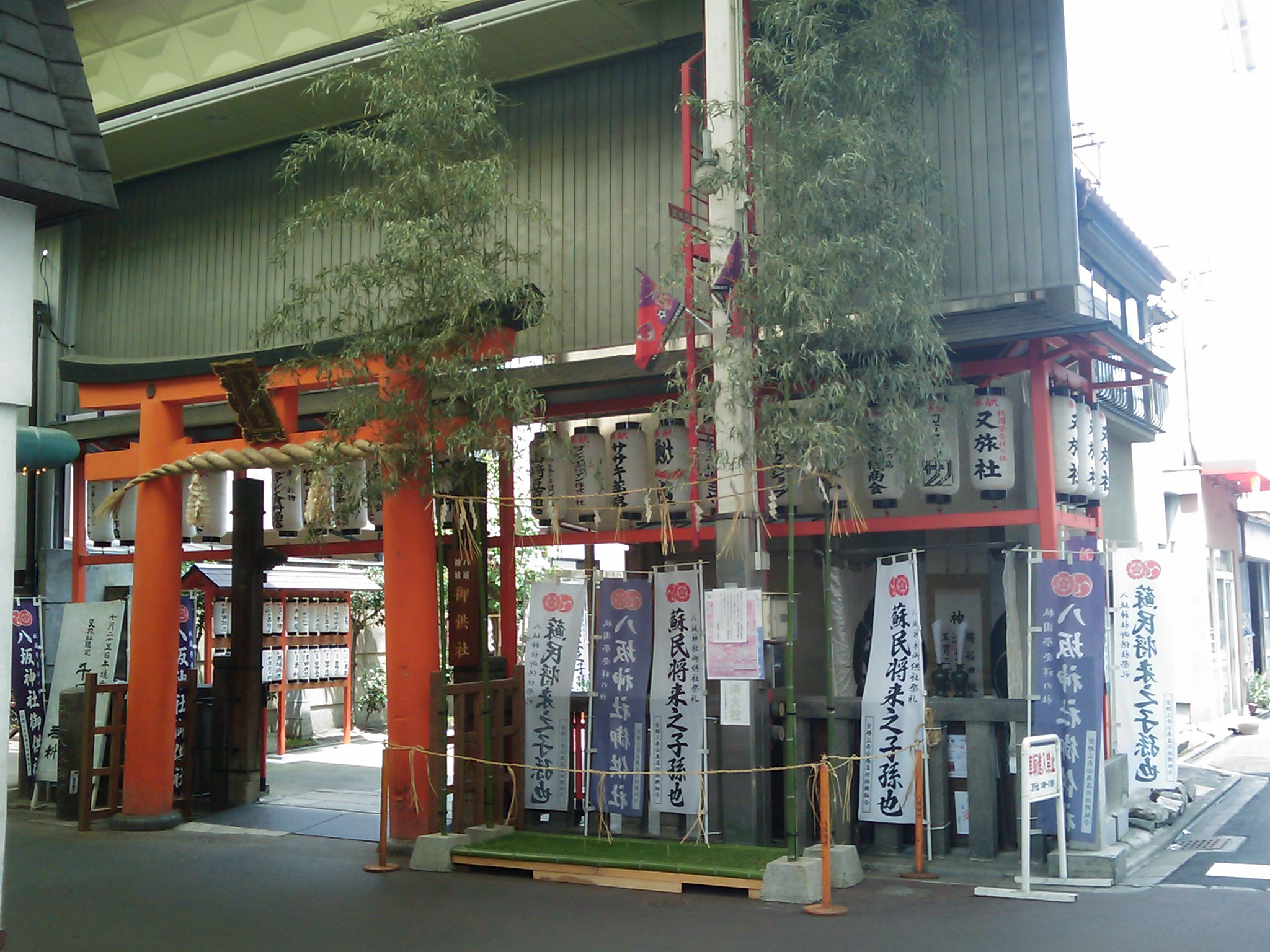
御供社（又旅社）

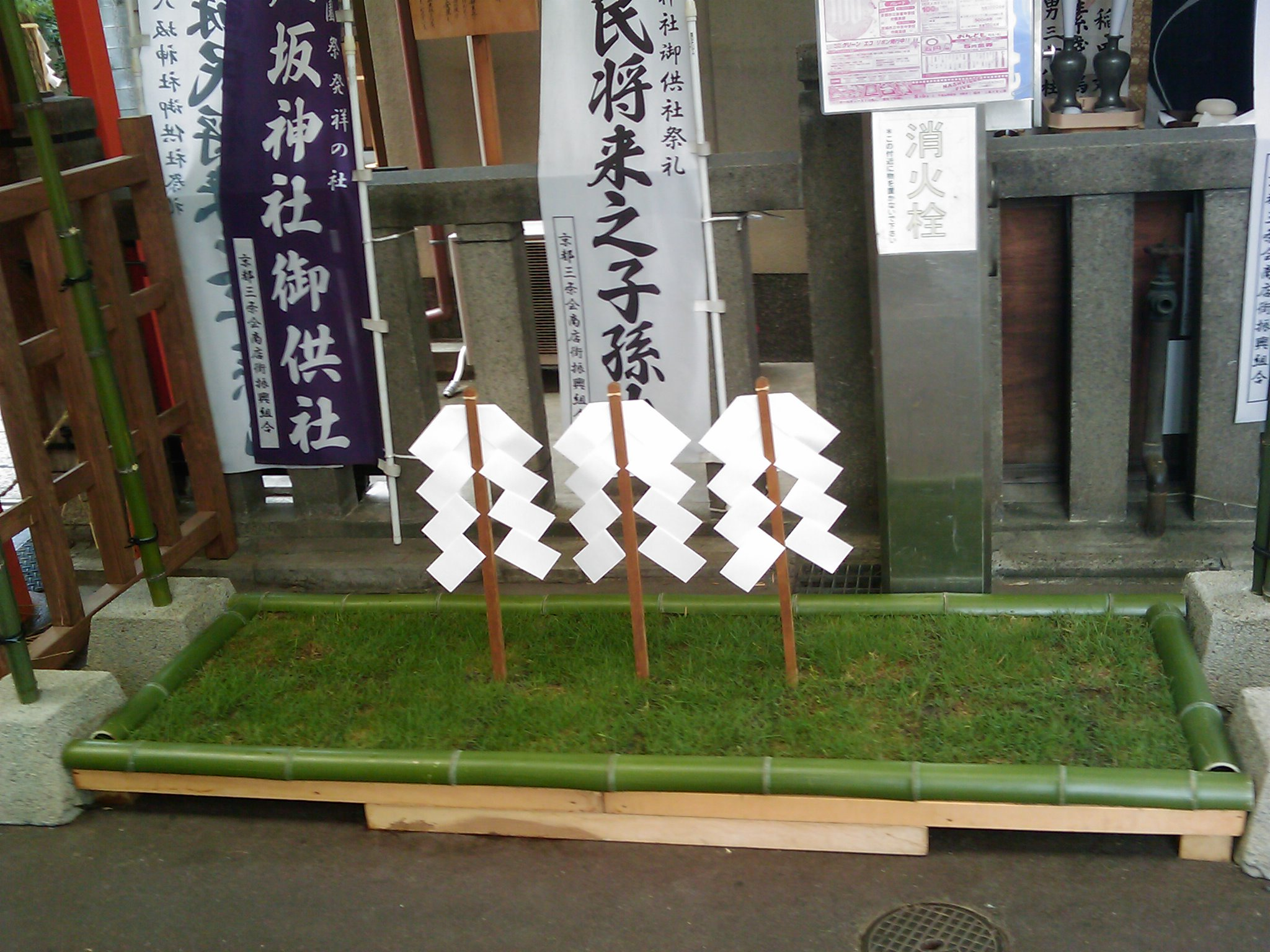
祇園祭の還幸祭の日に立てられる御供社のオハケ

### 摂社
- 疫神社（重要文化財）[25] - 祭神：蘇民将来
- 悪王子社（重要文化財）[26] - 祭神：素戔嗚尊の荒魂。京都市下京区に「悪王子町」と「元悪王子町」があり、かつてはこの町内に祀られていた。現代語の「悪」とは意味合いが少し違い、古くは「悪=強力」という意味合いもあった。1877年（明治10年）に八坂神社で祀られるようになった。
- 冠者殿社（重要文化財）[27] - 祭神：天照大御神との誓約時の素戔嗚尊の御気

### 末社
- 北向蛭子社（重要文化財） - 祭神：事代主神。正保3年（1646年）建立。
- 大神宮 - 祭神：天照大神、豊受大神
- 美御前社（重要文化財）[28] - 祭神：宗像三女神（多岐理比売命、多岐津比売命、市杵島比売命）。天正19年（1591年）建立。社の前には美容水が湧いている。
- 大国主社（重要文化財）[29] - 祭神：大国主神[30]、事代主神、少彦名命
- 玉光稲荷社（重要文化財） - 祭神：宇迦之御魂神。玉光稲荷社権殿の「命婦稲荷社」と二社で一体とされている。
- 日吉社（重要文化財）[31] - 祭神：大山咋神、大物主神
- 刃物神社 - 祭神：天目一箇神
- 厳島社 - 祭神：市杵島比売命
- 太田社（重要文化財） - 祭神：猿田彦命、宇受女命
- 大年社（重要文化財）[32] - 祭神：大年社、巷社神
- 十社（重要文化財）[33] - 多賀社（伊邪那岐命）、熊野社（伊邪那美命）、白山社（白山比咩命）、愛宕社（伊邪那美命、火産霊命）、金峰社（金山彦命、磐長比売命）、春日社（天児屋根命、武甕槌神、斎主神、比売神）、香取社（経津主神）、諏訪社（健御名方神）、松尾社（大山咋命）、阿蘇社（健磐龍神、阿蘇都比咩命、速甕玉命）の十社を祀る。
- 五社（重要文化財）[34] - 八幡社（応神天皇）、竈神社（奥津日子神、奥津比売神）、風神社（天御柱命、国御柱命）、天神社（少彦名命）、水神社（高龗神、罔象女神）の五社を祀る。

### 御旅所（境外社）
- 四条御旅所（重要文化財） - 下京区四条通寺町東入南側所在。東殿[35]は天保8年（1837年）、西殿[36]は1901年（明治34年）再建。東殿と西殿に挟まれる神輿庫には祇園祭の7月17日から24日に神輿3基が安置される。祇園祭の期間以外の神輿庫は京土産を販売する「四条センター」として営業を行っている。2013年9月より店名を「Otabi Kyoto」に改称[37]。
- 三条御供社（ごくうしゃ、重要文化財）[38] - 又旅社ともいう。中京区三条通黒門西入所在。7月24日の還幸祭の折に神輿3基が安置される。
- 大政所御旅所旧跡（重要文化財）[39] - 下京区烏丸通仏光寺下る所在。7月15日に長刀鉾の長刀が収められ、翌16日に神剣拝戴の儀が行われる。古くは「大政所御旅所」と「少将井（しょうしょうのい）御旅所」があり、前者には素戔嗚尊（大政所）と八王子が神幸し、後者には櫛稲田姫命（少将井の宮、少将井天王）が神幸していたが、天正19年（1591年）、豊臣秀吉の命によって四条京極の御旅所に統合された。大政所旧跡には小社が建てられ、現在でも毎年7月16日には長刀鉾の神剣拝戴の儀式が行われ、その周辺は大政所町といわれている。少将井御旅所の旧跡には天王社が建てられたが、1877年（明治10年）、京都御苑の宗像神社境内に遷された[40][リンク切れ][41]。現在では中京区烏丸通竹屋町下るに少将井町[42]、中京区車屋町通夷川上るに少将井御旅町[43]の地名が残されている。

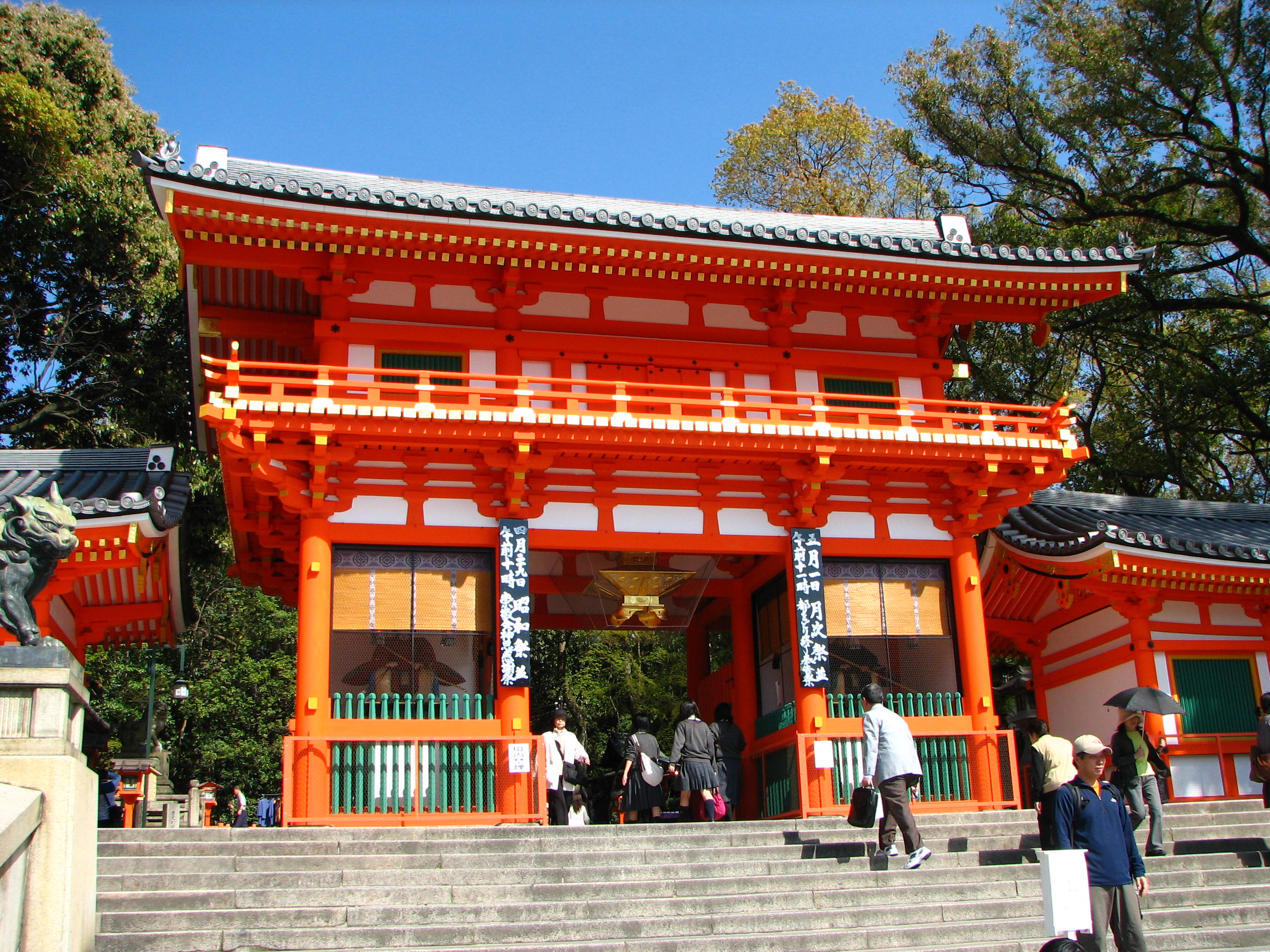
西楼門
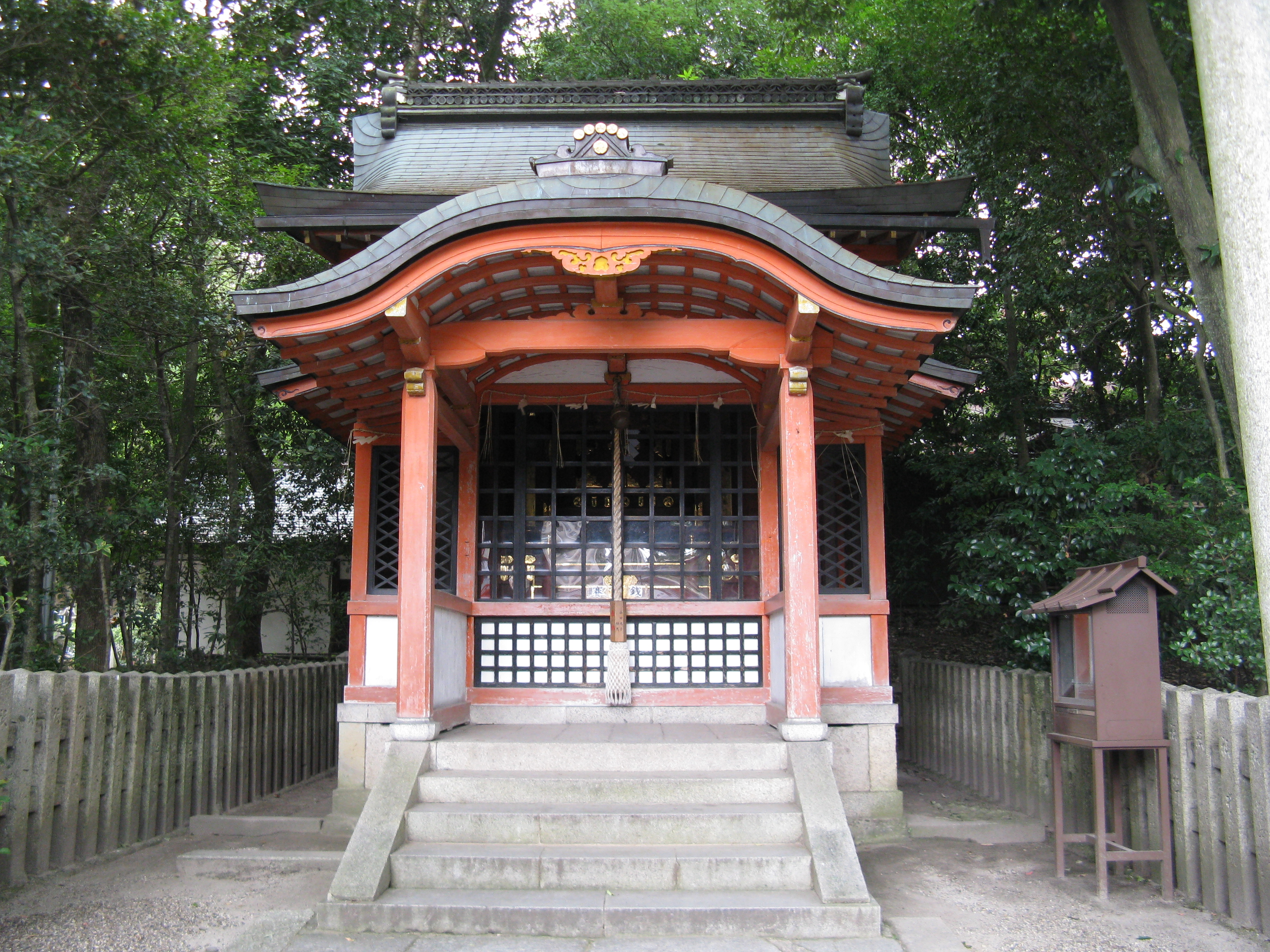
疫神社本殿
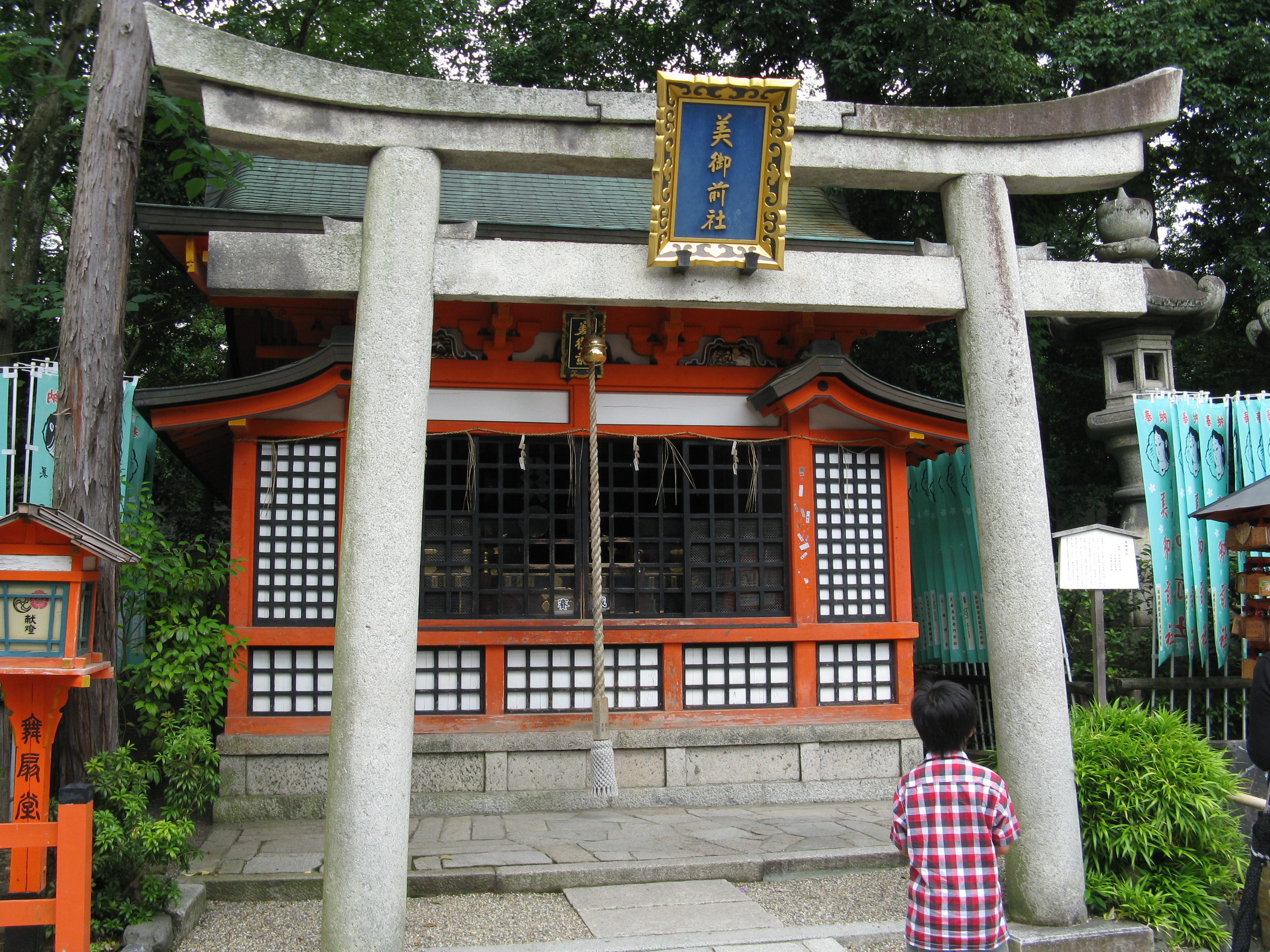
美御前社
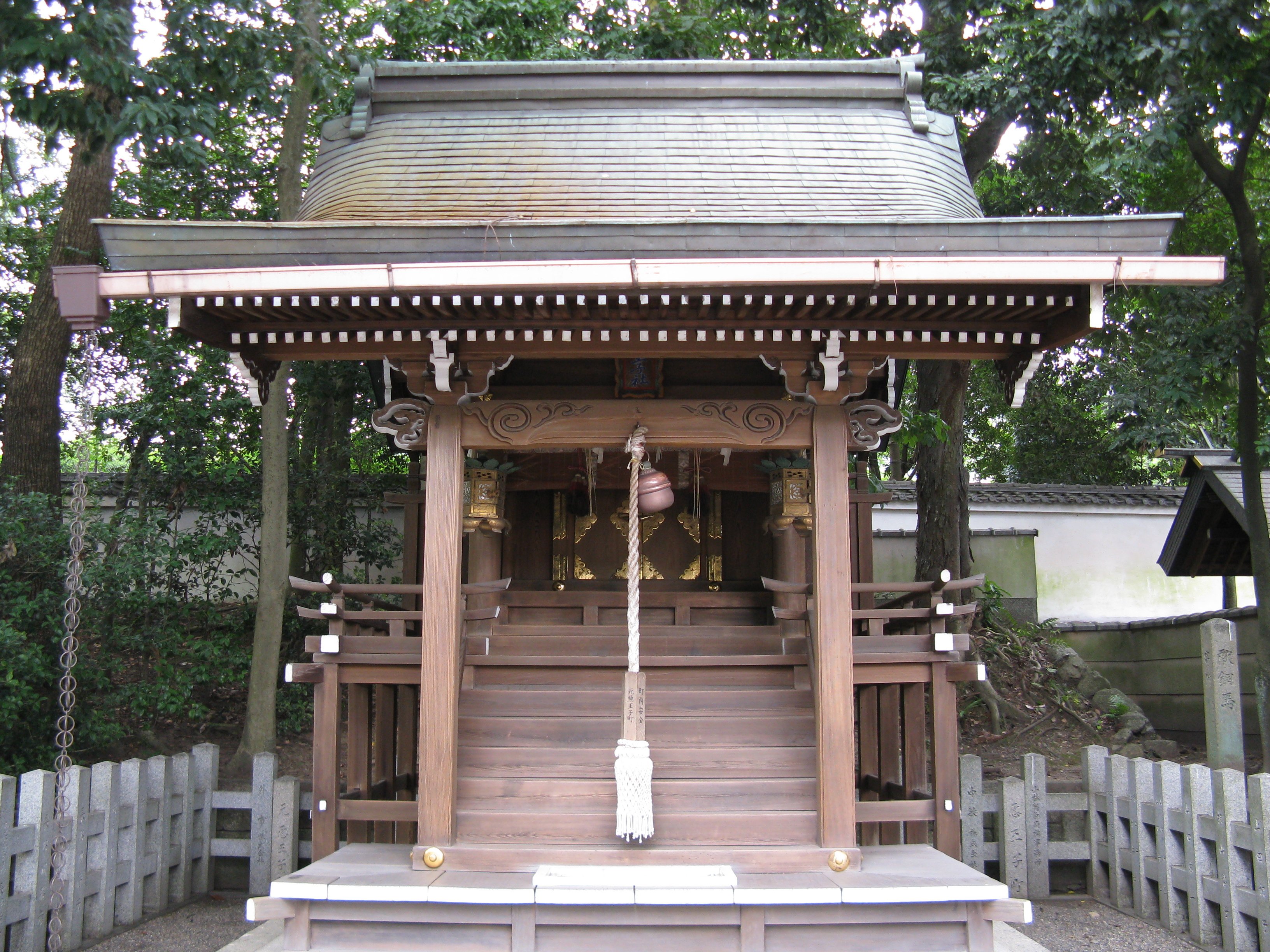
悪王子社本殿
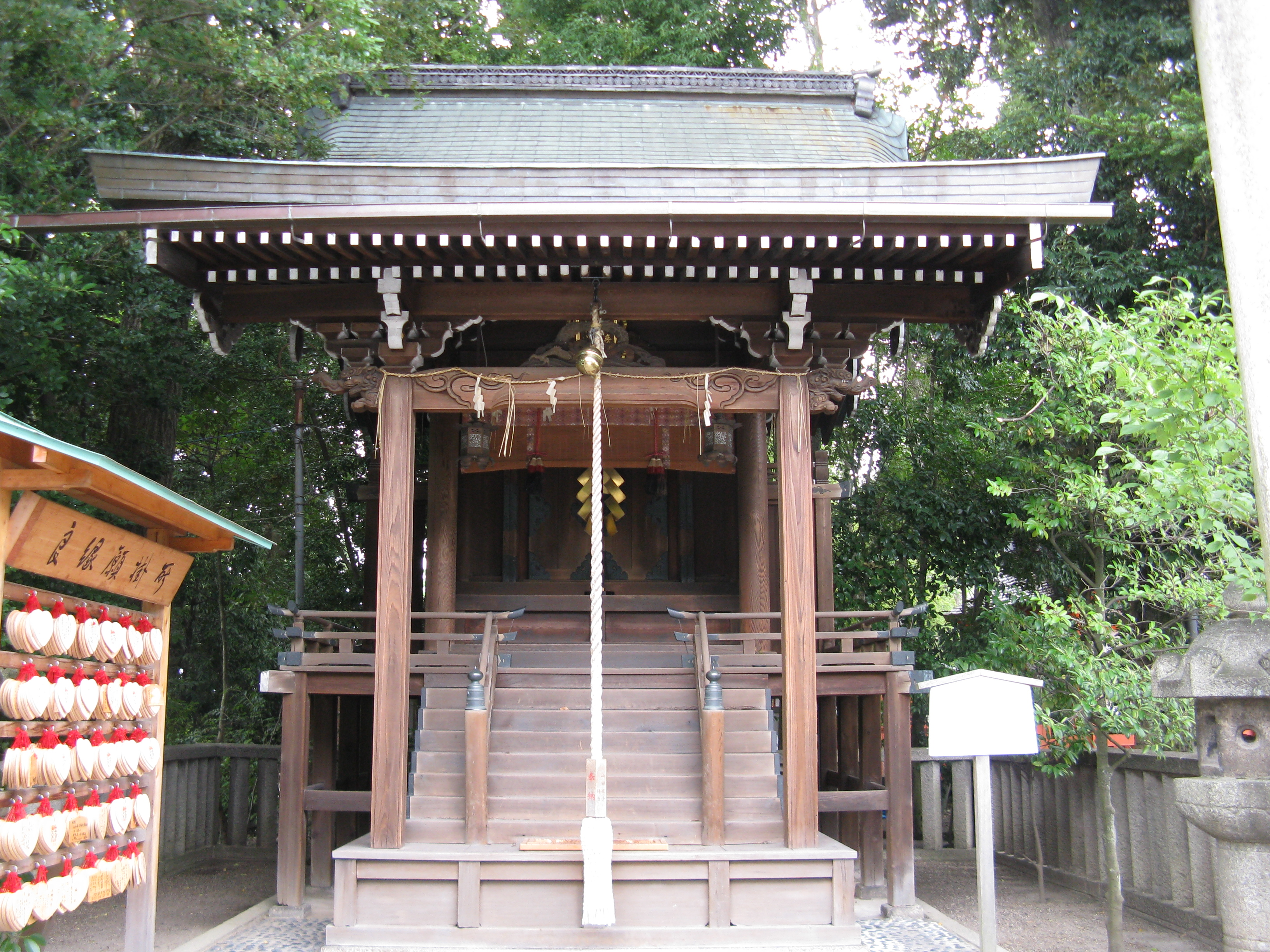
大国主社本殿
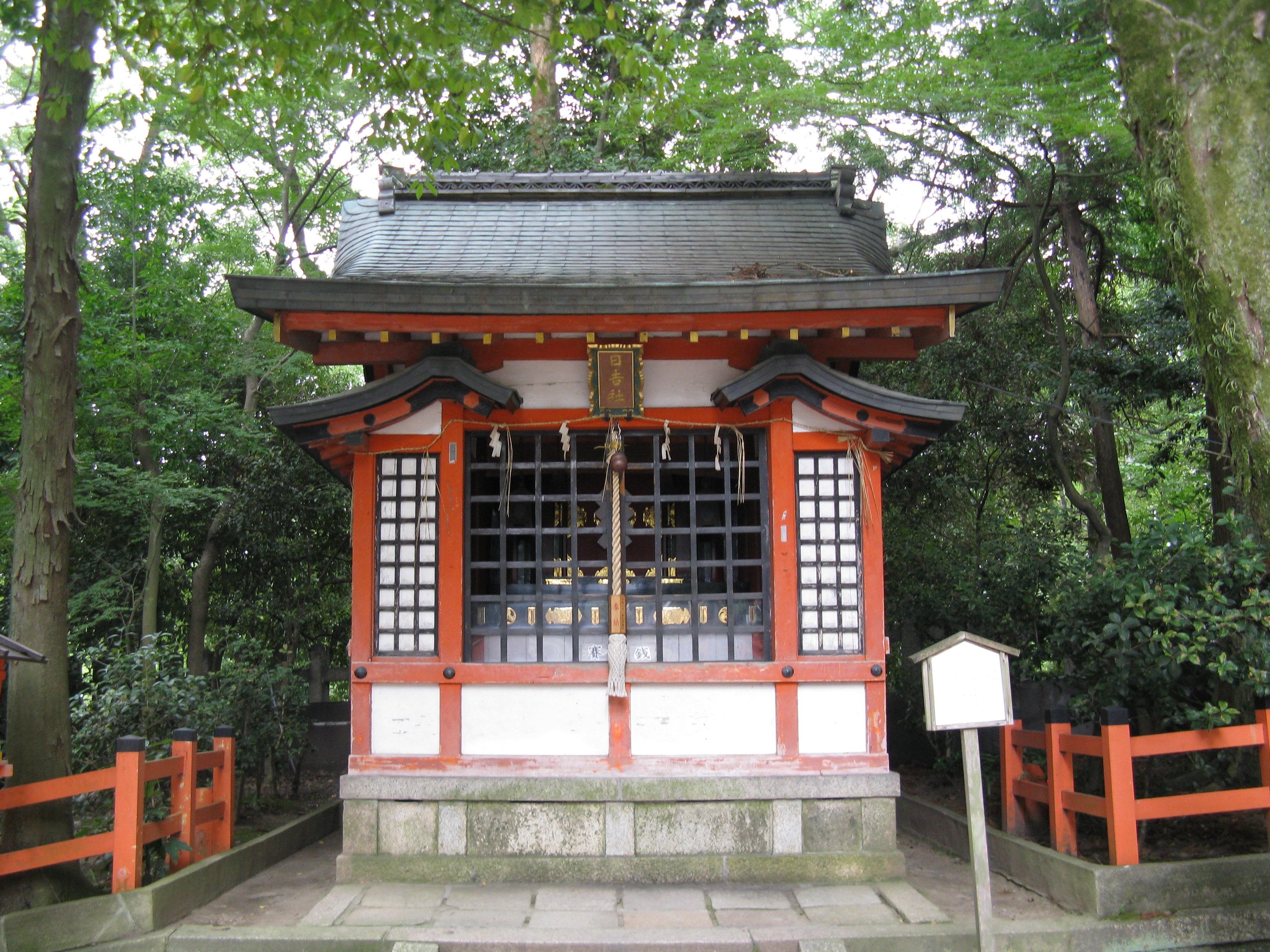
日吉社本殿
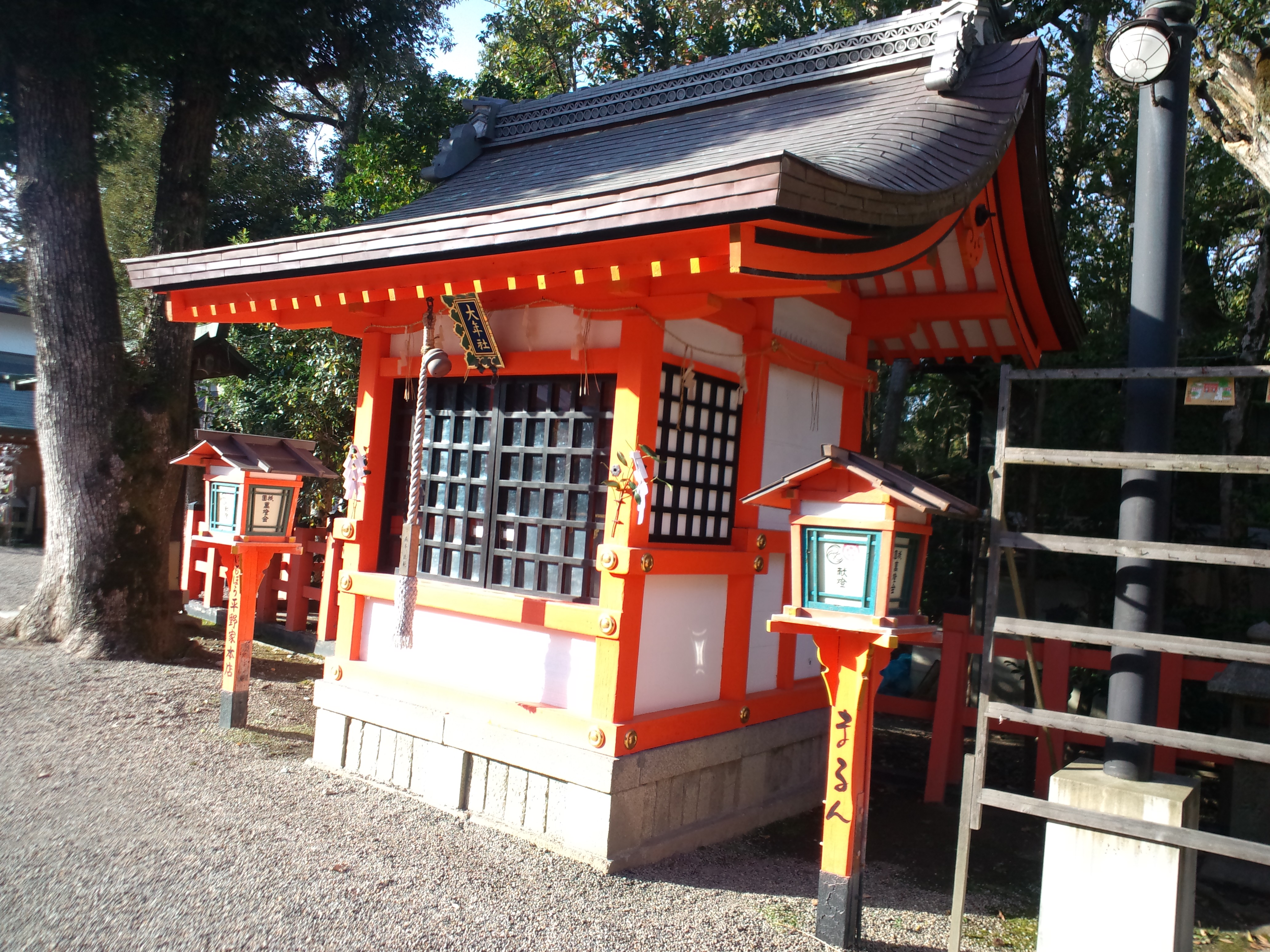
大年社本殿
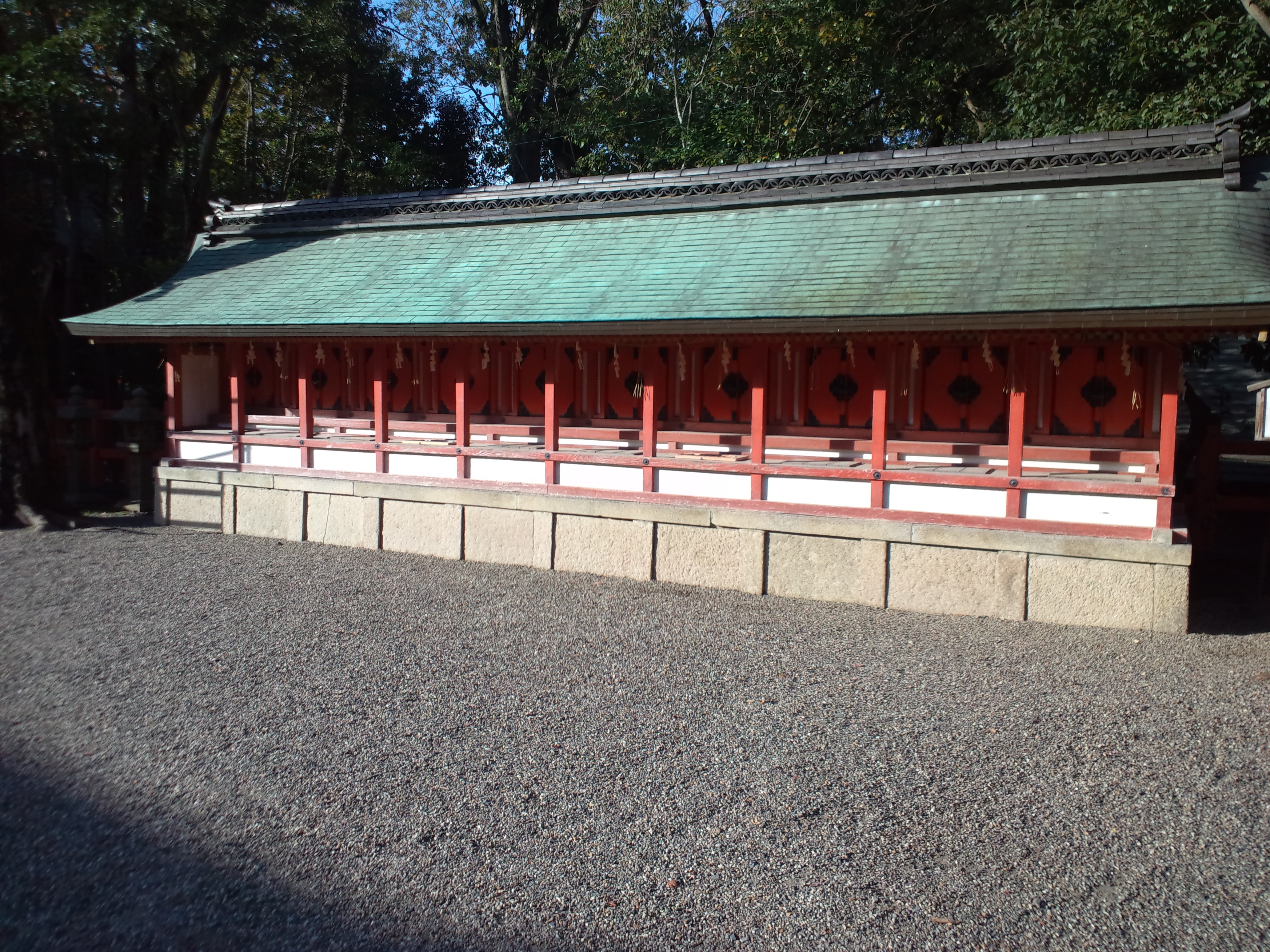
十社本殿
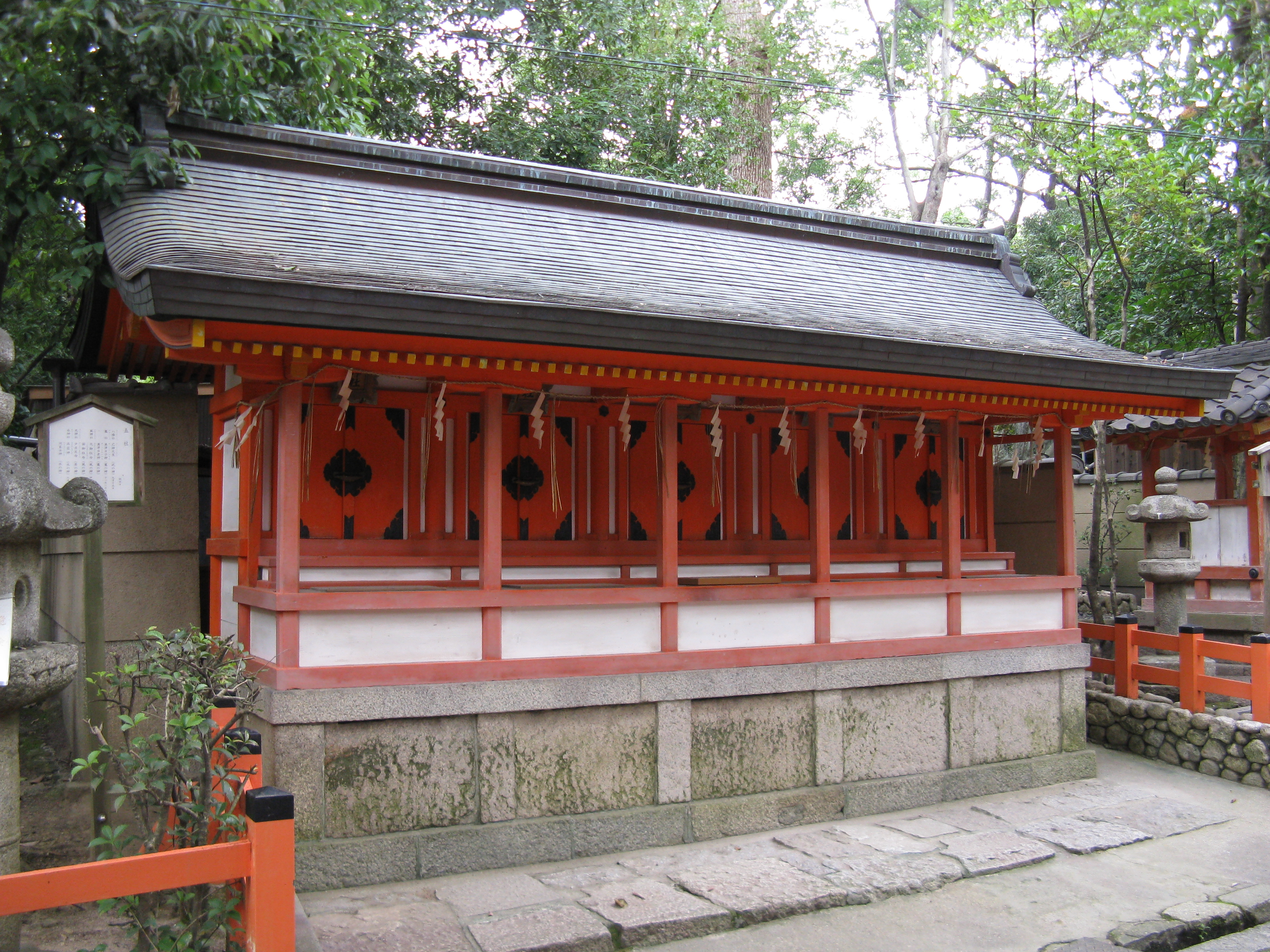
五社本殿
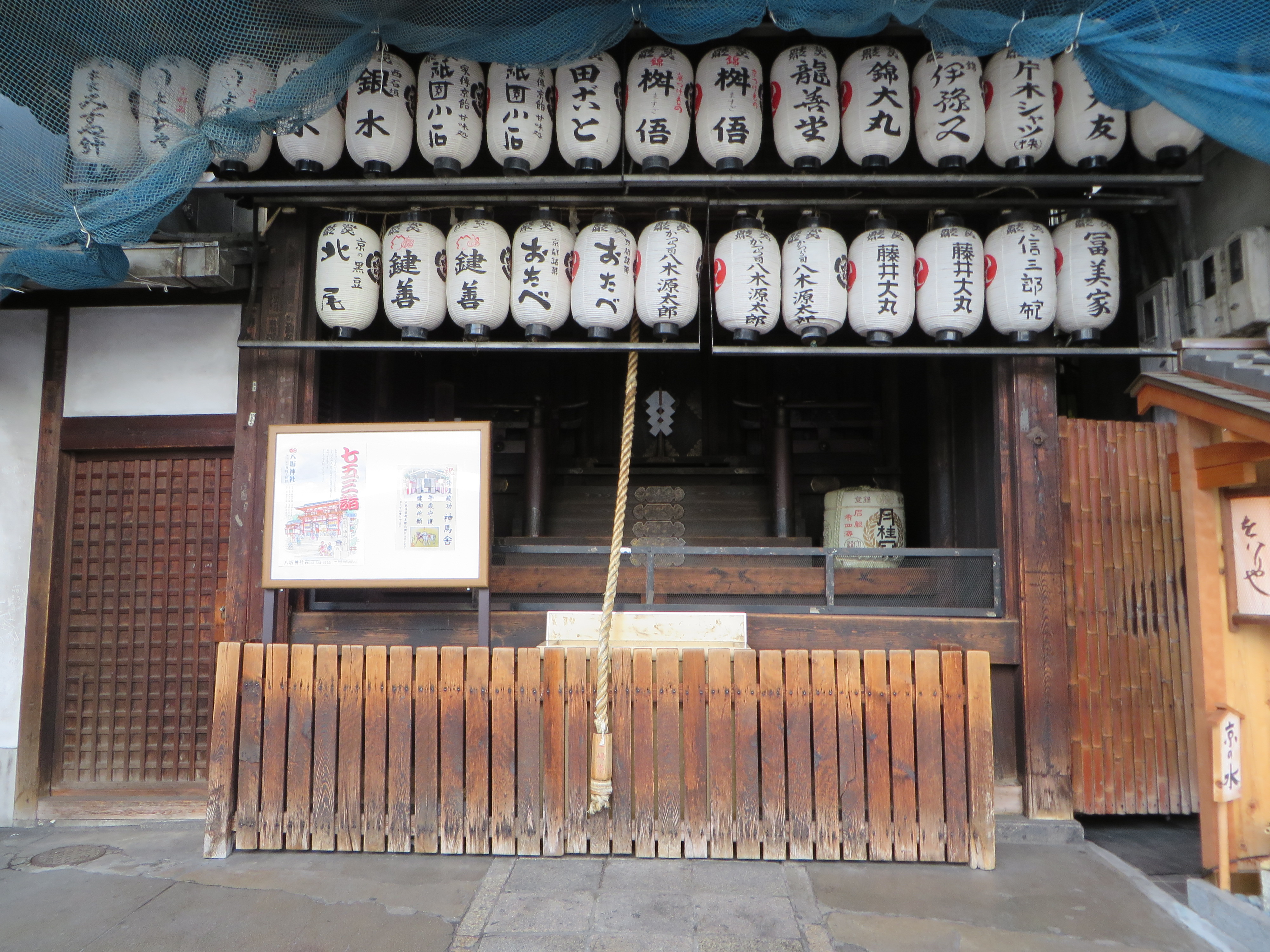
四条旅所本殿（東殿）
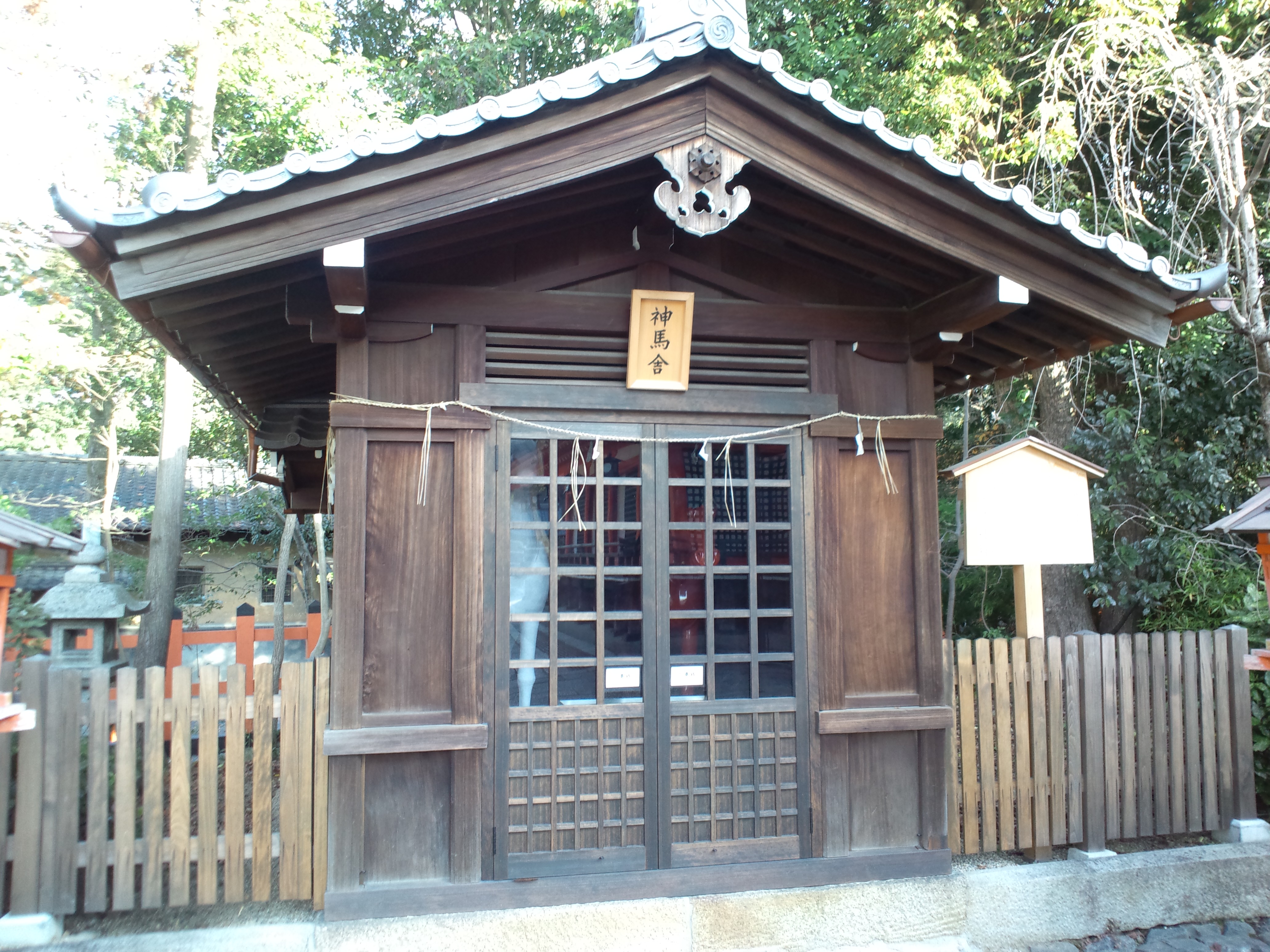
神馬舎
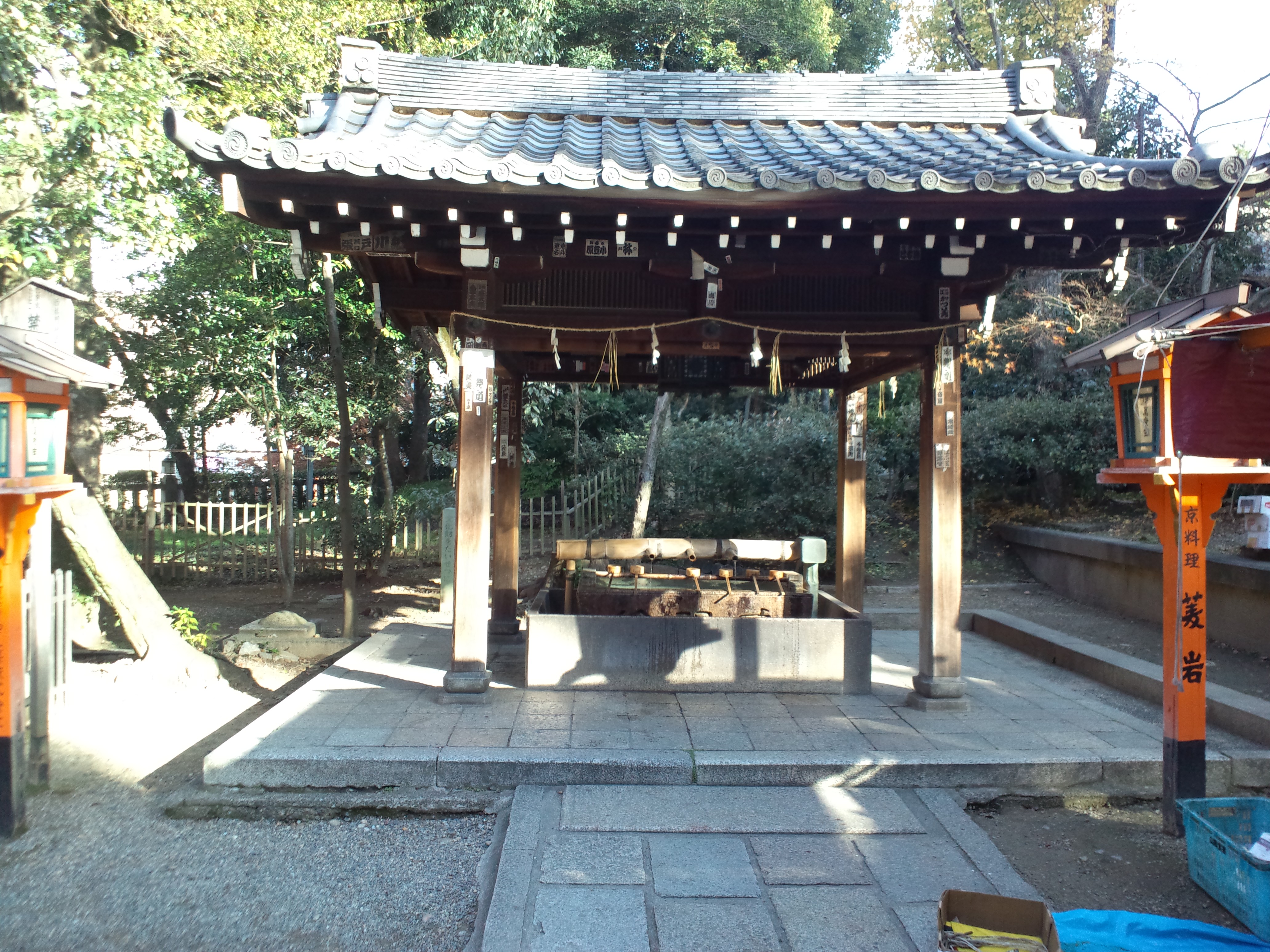
西手水舎

## 主な祭事
- 1月1日：白朮祭 （おけら参り）
- 2月2日 - 2月3日：節分祭
- 3月17日：祈年祭（大祭）
- 6月15日：例祭（大祭）
- 7月1日 - 7月31日：祇園祭
- 9月 - 10月：中秋の名月の日 観月祭
- 11月3日（文化の日）：舞楽奉納
- 11月23日：新嘗祭（大祭）

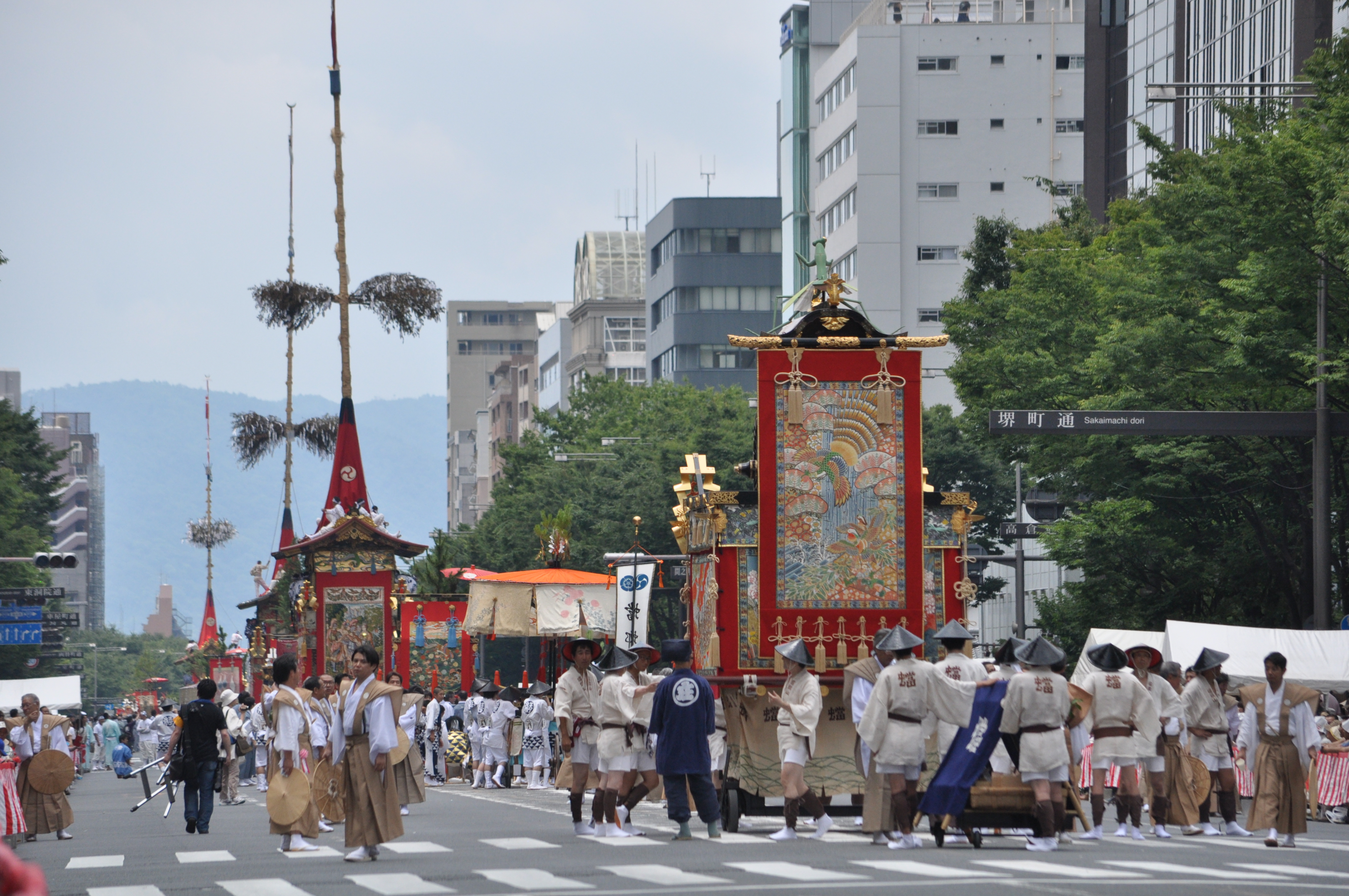
祇園祭 前祭山鉾 御池通巡行（2017年7月17日撮影）

その他にも四季を通じて祭礼・神事が執り行われている。

## 文化財

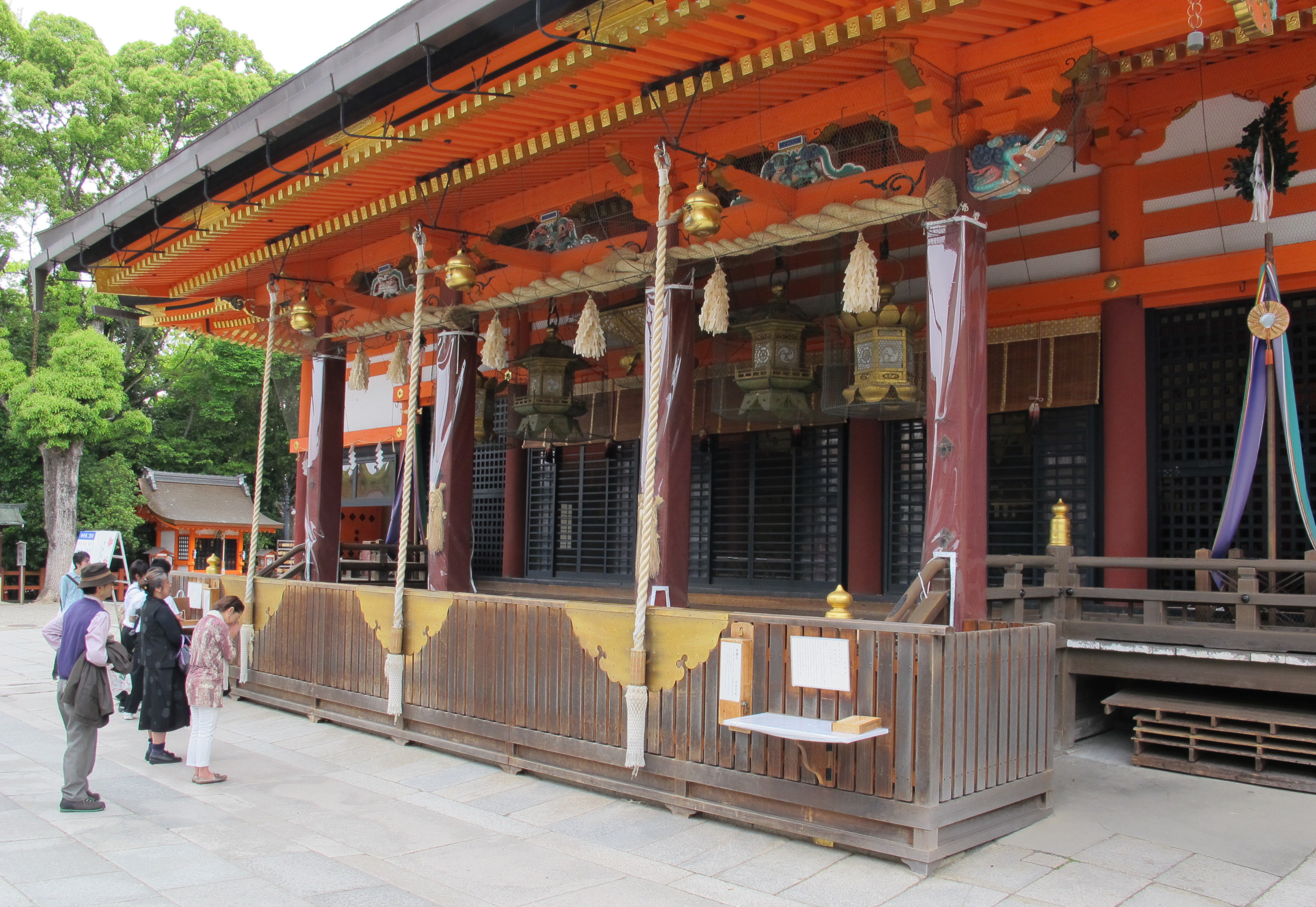
本殿（国宝）細部

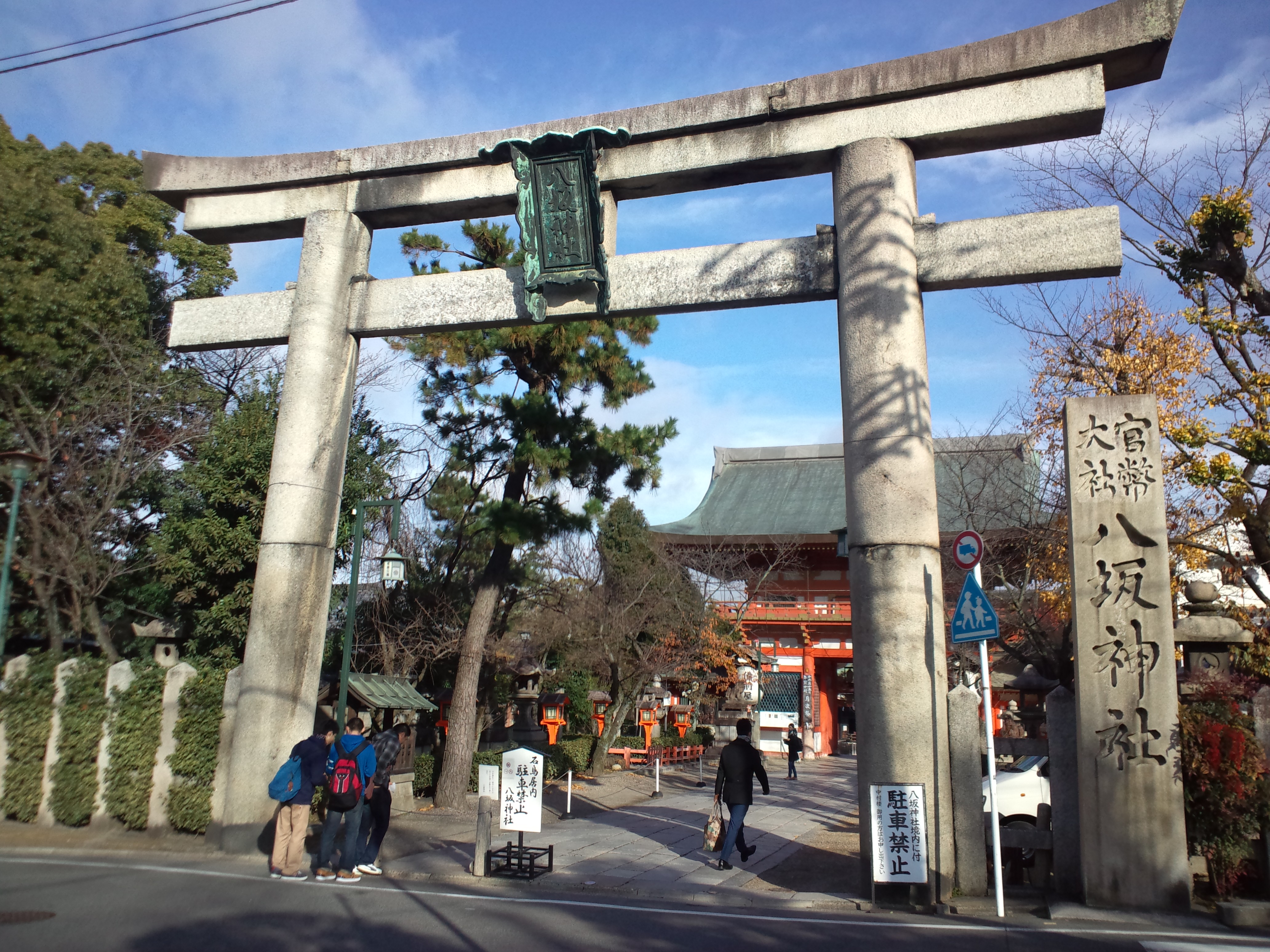
石鳥居（重要文化財）

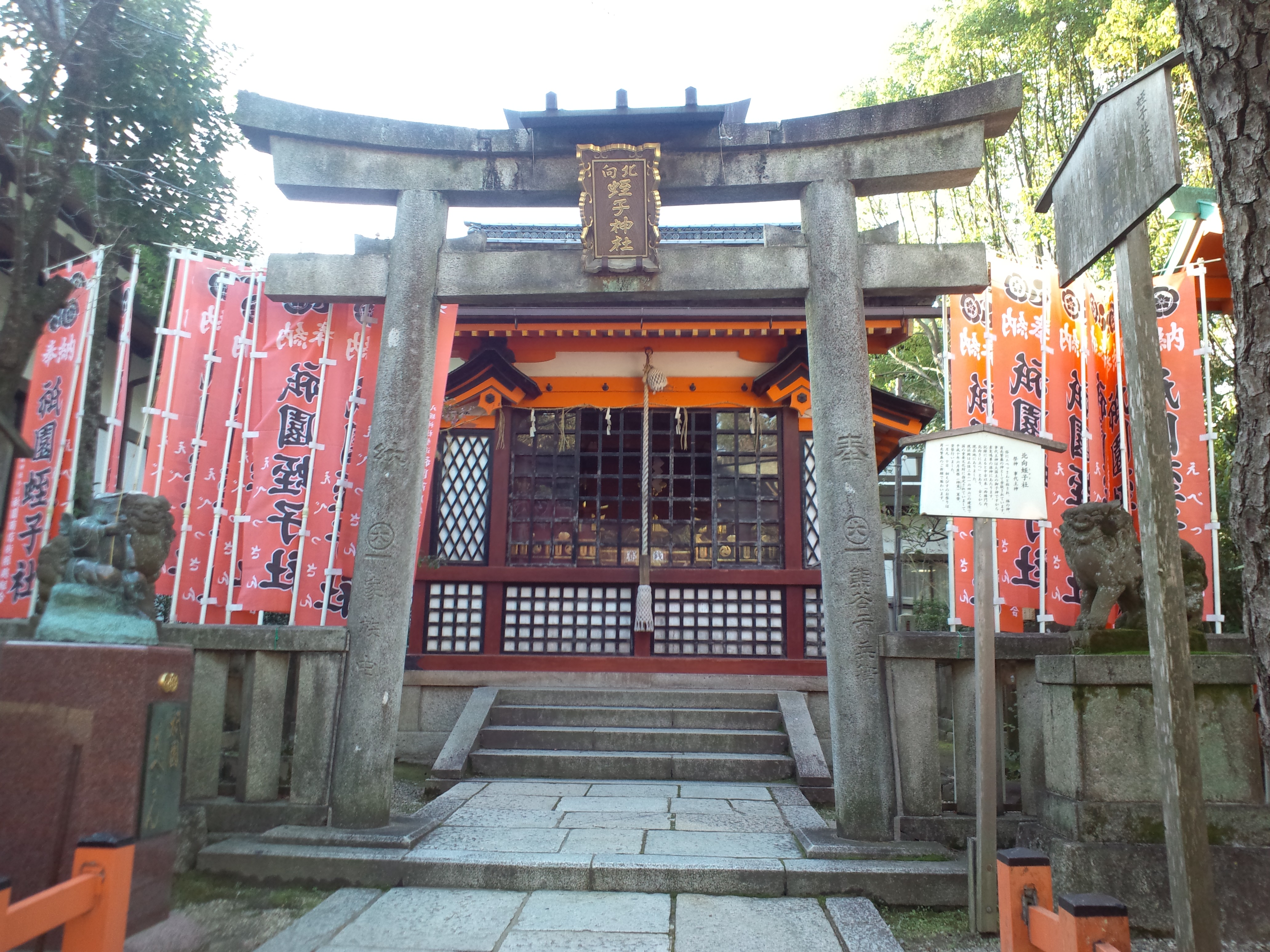
末社蛭子社社殿（重要文化財）

### 国宝
- 本殿 - 2020年（令和2年）12月23日に国宝に指定[44][45]。

### 重要文化財
建造物
- 八坂神社 29棟
  - 疫神社本殿（えきじんじゃほんでん）
  - 悪王子社本殿
  - 蛭子社本殿
  - 美御前社本殿（うつくしごぜんしゃほんでん）
  - 大国主社本殿
  - 玉光稲荷社本殿
  - 日吉社本殿
  - 太田社本殿
  - 大年社本殿
  - 十社本殿
  - 五社本殿
  - 冠者殿社本殿
  - 四条旅所本殿（2棟）
  - 大政所社本殿
  - 又旅社本殿
  - 舞殿（ぶでん）
  - 神饌所
  - 透塀（すいべい）
  - 神馬舎（しんめしゃ）
  - 神輿庫（みこしこ）
  - 絵馬堂
  - 西手水舎
  - 南手水舎
  - 西楼門
  - 西楼門翼廊（2棟）
  - 南楼門
  - 石鳥居

※2020年度、既指定の重要文化財「楼門（西楼門）」「蛭子社社殿」「石鳥居」に未指定の建造物26棟を追加指定して、「八坂神社」1件29棟となった。
美術工芸品
- 木造狛犬
- 太刀 - 銘豊後国行平作。平安末期の豊後（大分県）の刀工・行平（ゆきひら）の作
- 太刀3口 - 各銘出羽大掾藤原国路金具御大工躰阿弥 祇園社御太刀 承応三甲午年九月吉日。江戸時代の刀工・出羽大掾国路（でわだいじょうくにみち）の作
- 鉦鼓（長承三年銘）1口（附 鉦鼓（無銘）1口）
- 紙本着色祇園社絵図
- 祇園執行日記9冊（附 祇園社記等59冊）
- 八坂神社文書（2205通）89巻、40冊、1帖、1通
- 算額 - 元禄4年（1691年）長谷川鄰完奉納。絵馬堂にて復元額を展示
- 木造牛頭天王坐像・木造女神坐像 各1軀

## 前後の札所
神仏霊場巡拝の道
115 青蓮院　-　116 八坂神社　-　117 清水寺

## 現地情報
所在地
- 京都府京都市東山区祇園町北側625番地

交通アクセス
鉄道
- 最寄駅：京阪電鉄京阪本線 祇園四条駅 （東へ徒歩約5分）または阪急電鉄京都線 京都河原町駅 （東へ徒歩約10分）

バス
- 京都市営バス（12・31・46・80・86・急行100・急行106・急行110・201・202・203・206・207号系統）「祇園」バス停下車 （下車後徒歩すぐ）

車
- 駐車場：南楼門の西側に有料駐車場あり
- 京都市市営「円山駐車場」（24時間営業：車高制限1.9メートルあり）から徒歩1分

周辺
- 祇園
- 知恩院
- 円山公園
- 南座

## 境内画像

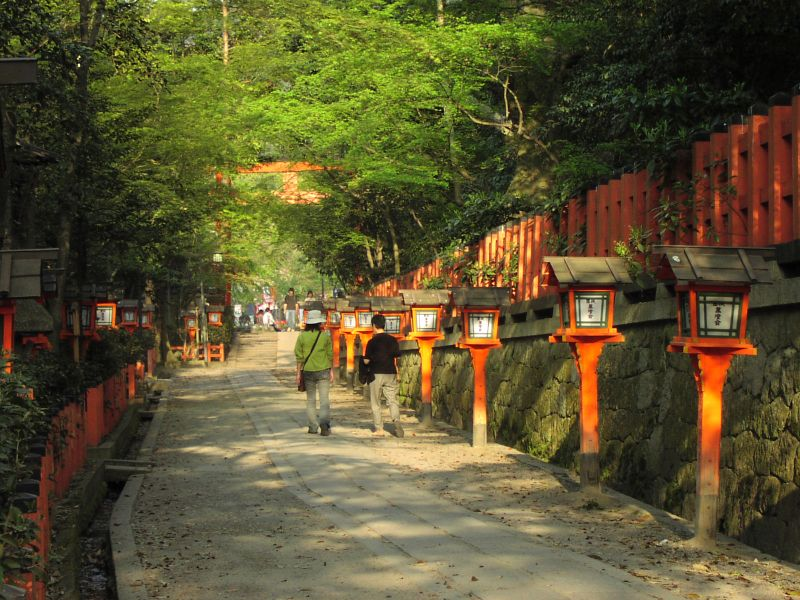
参道
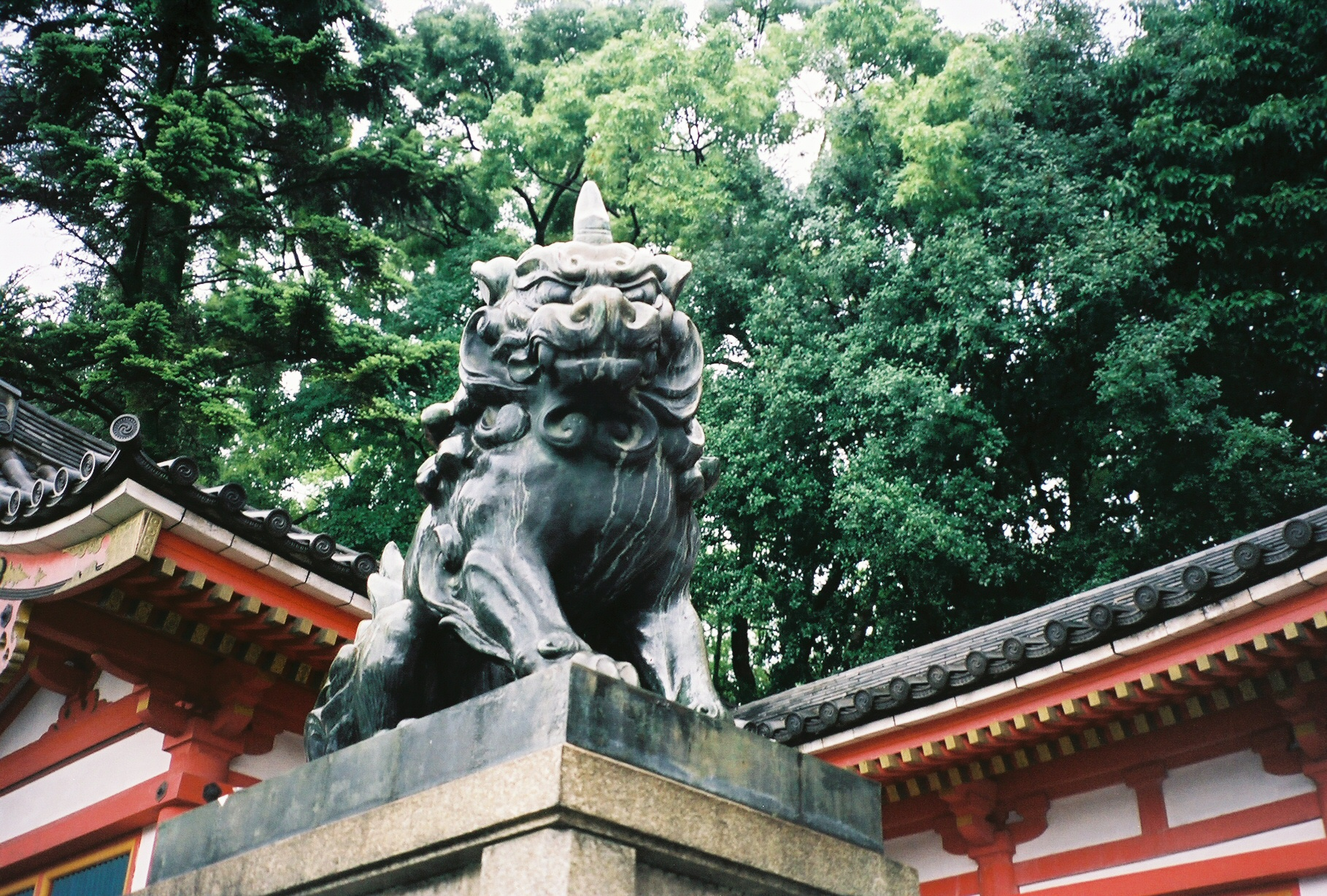
狛犬
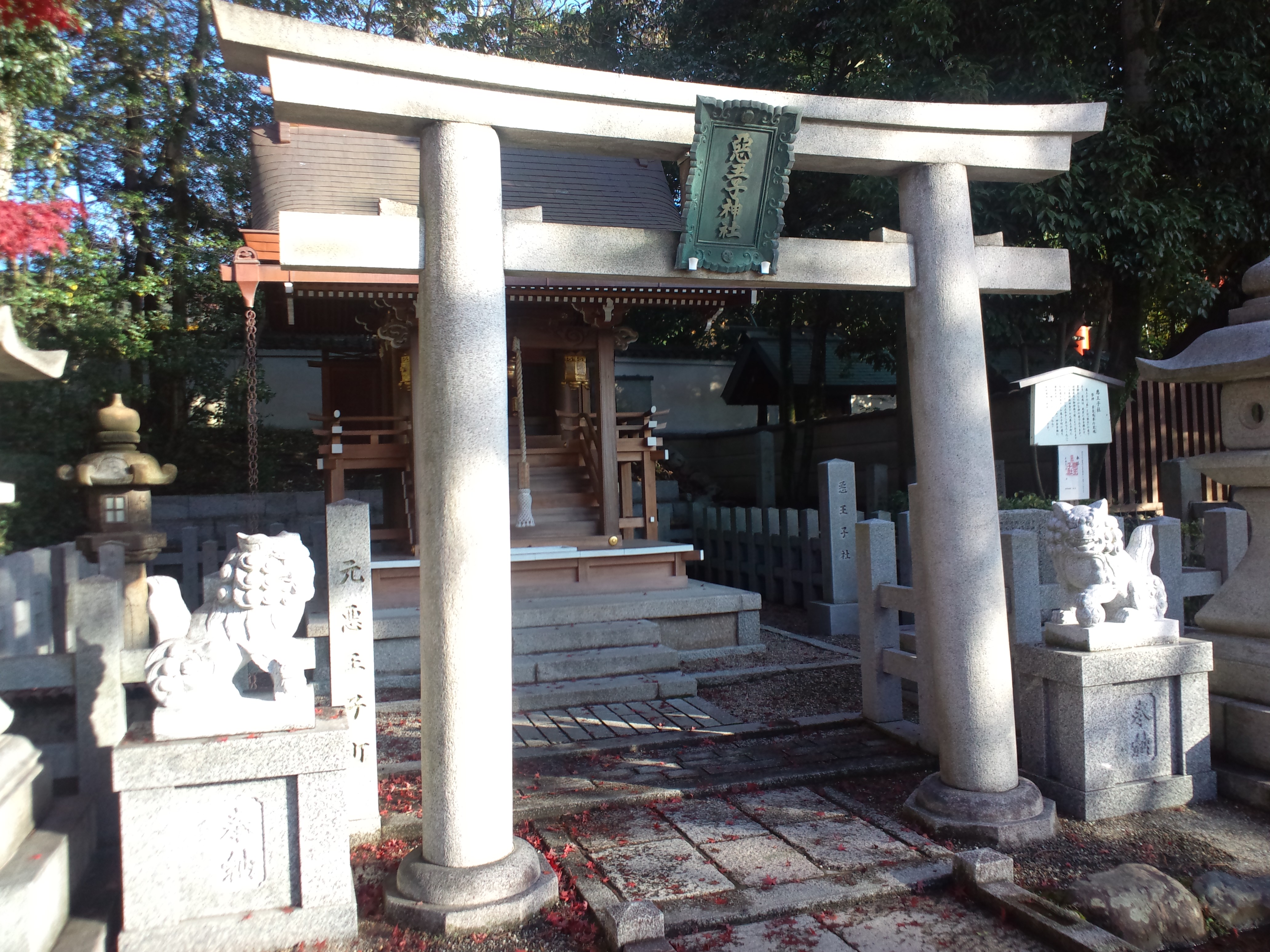
悪王子神社
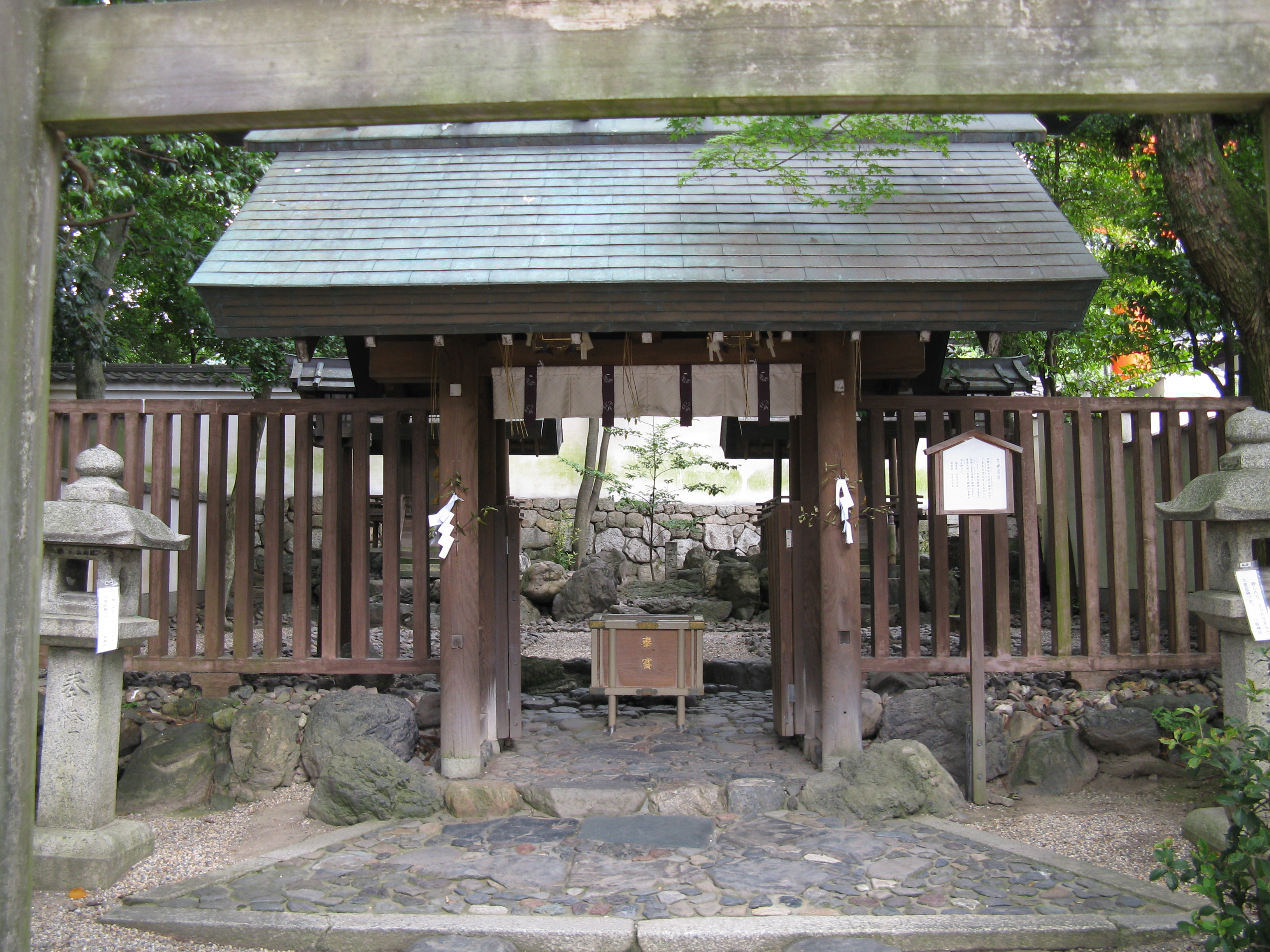
大神宮
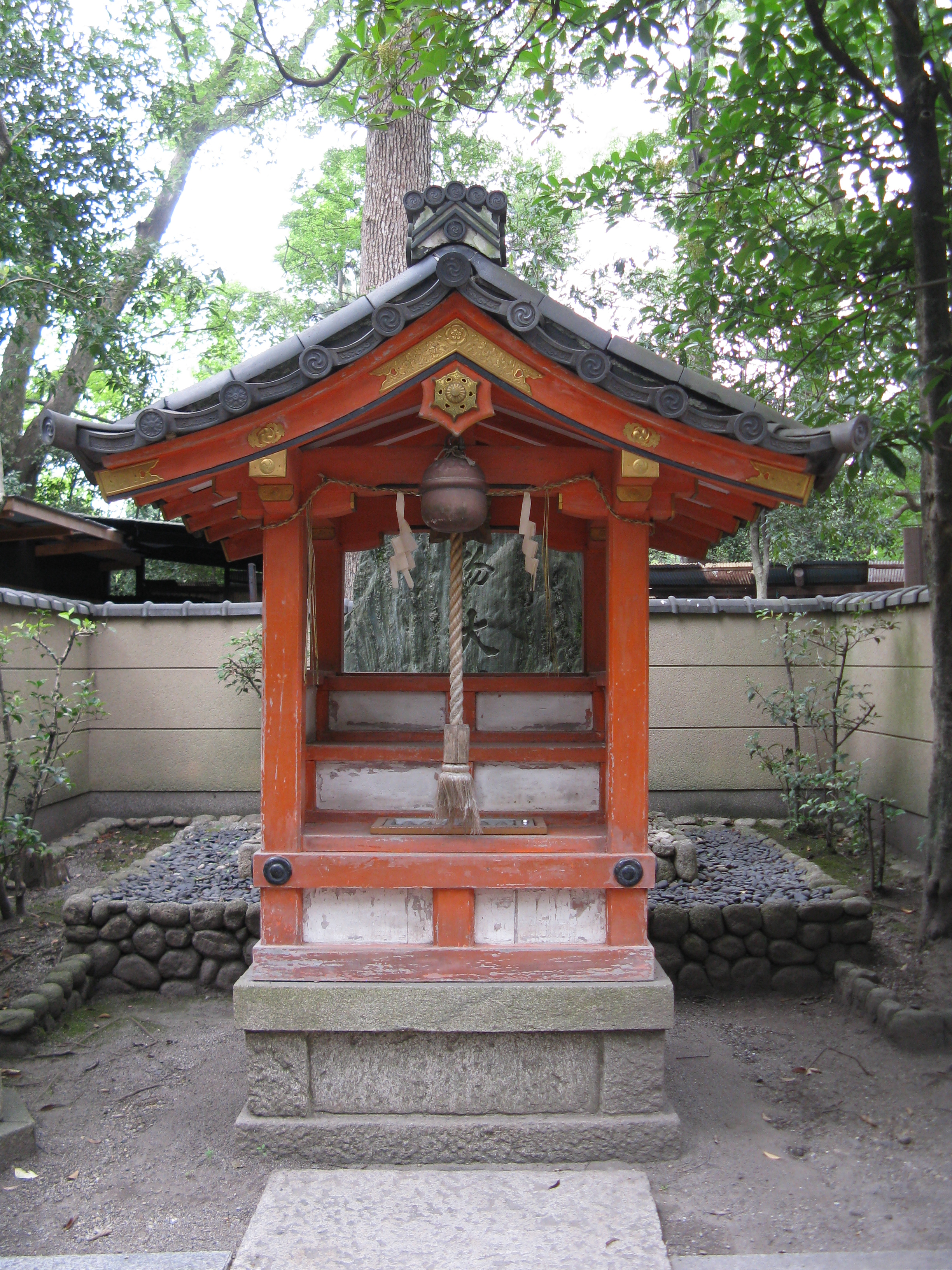
刃物神社
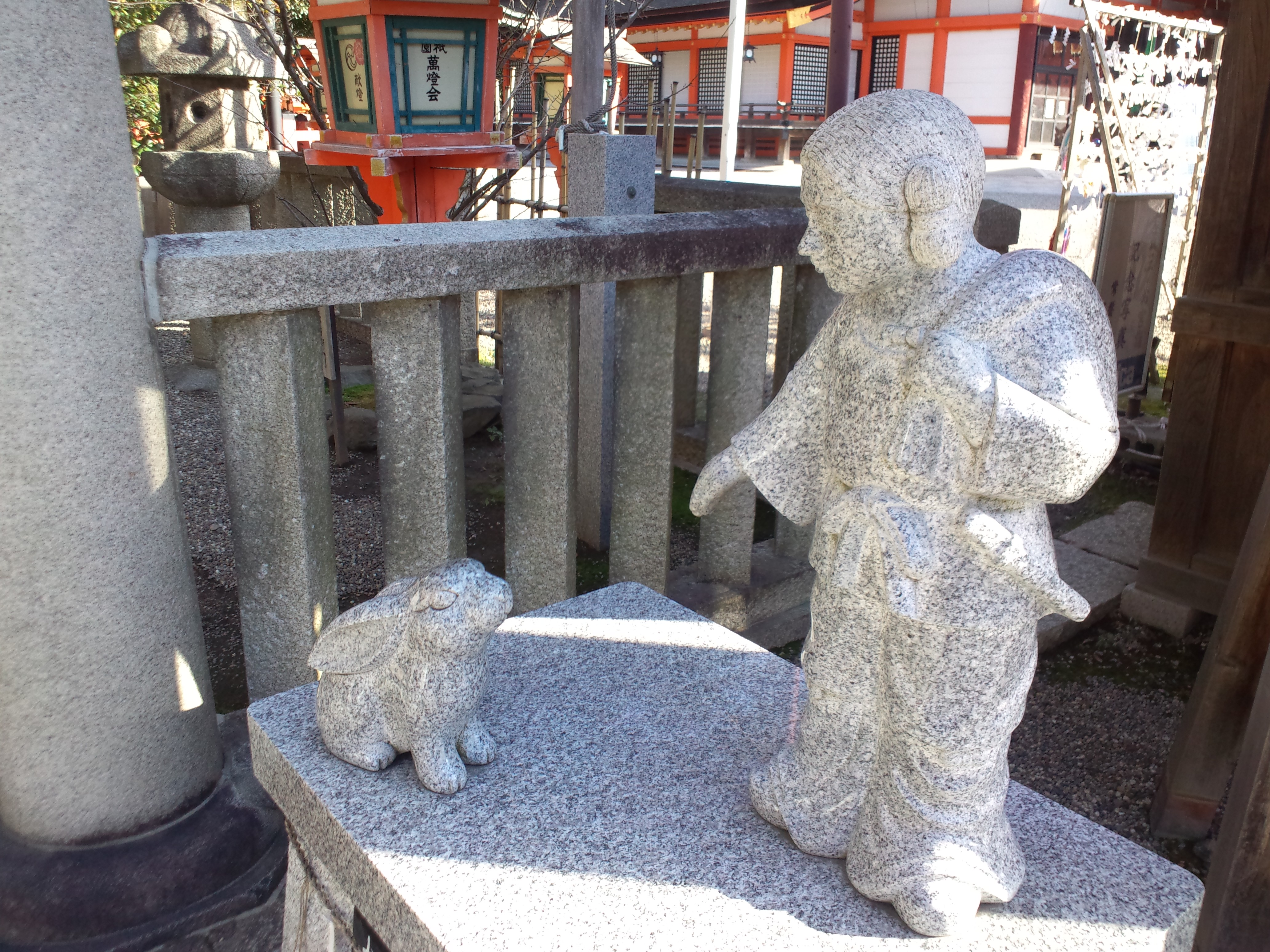
大国主と白うさぎ
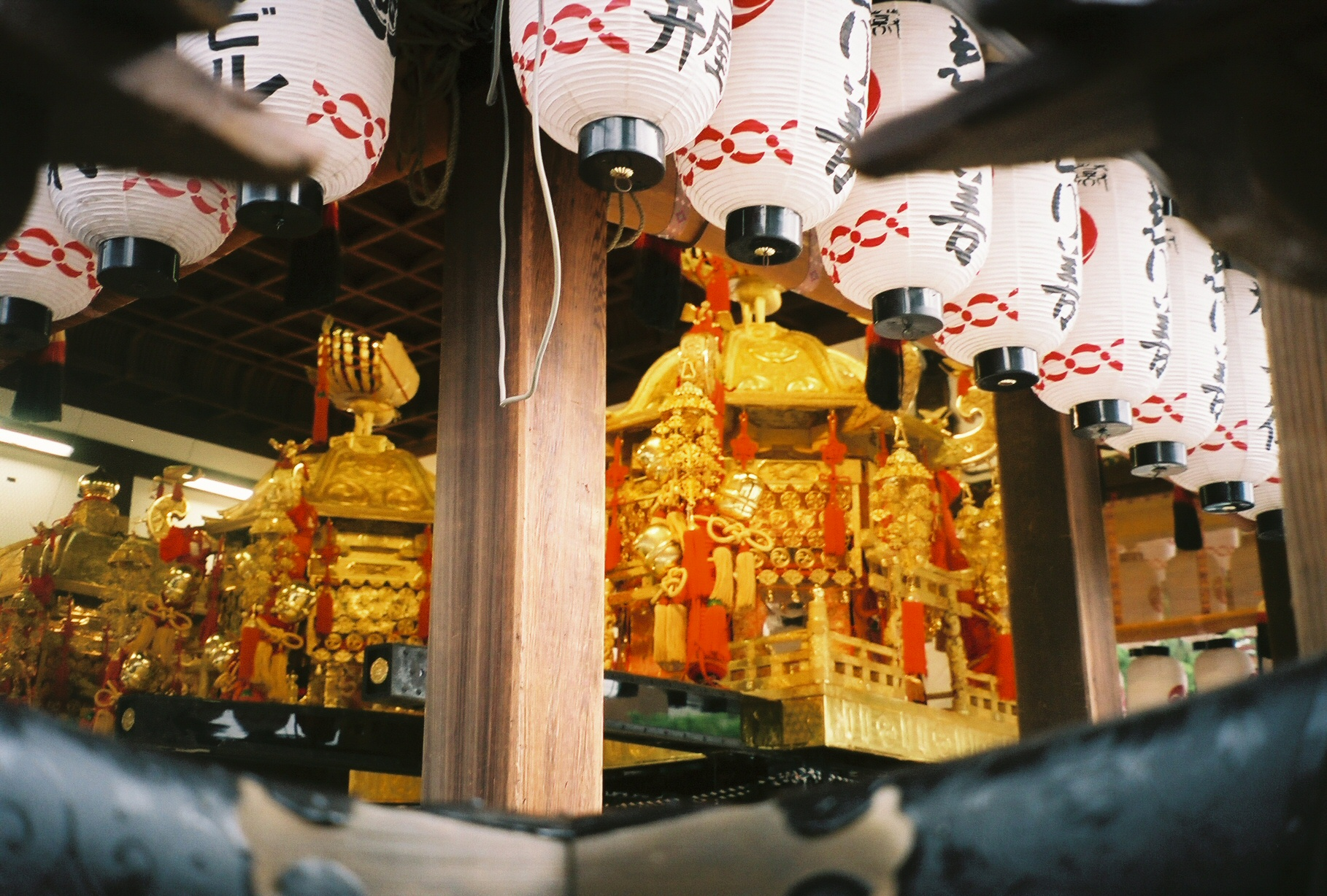
八坂神社の神輿
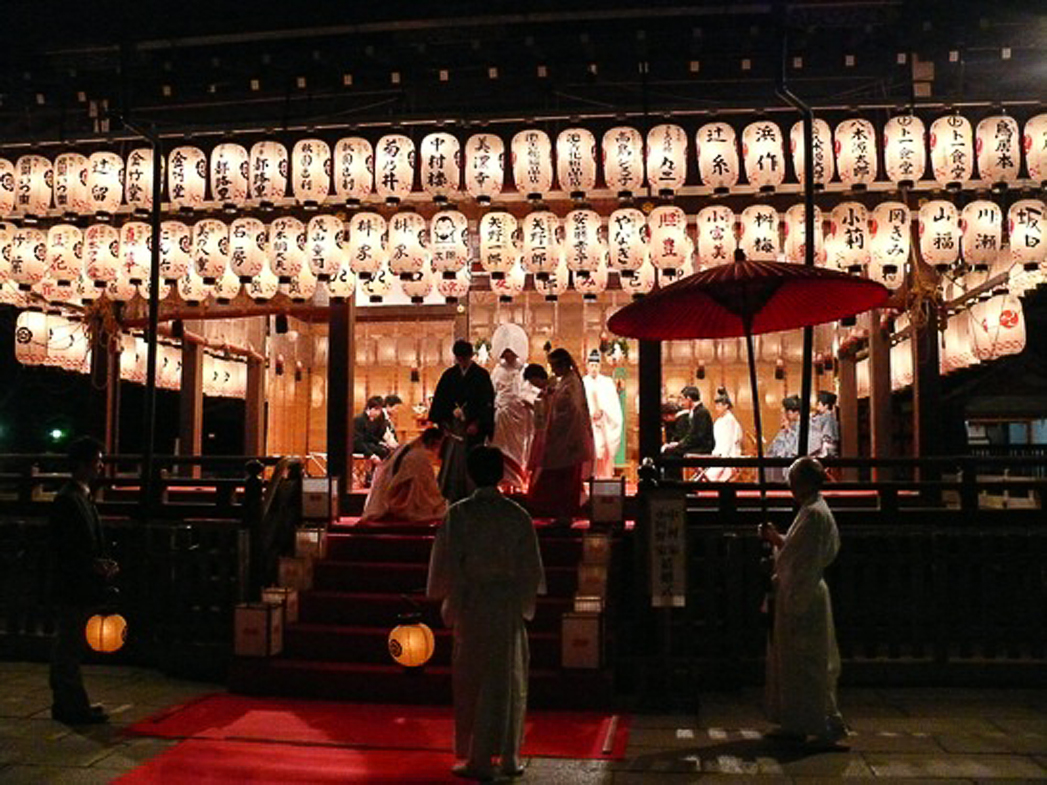
日本の結婚式の一例